# Pinkafeld
Pinkafeld (ungarisch Pinkafő; kroatisch Pinkafelj; Romani Pinkafa) ist eine Stadtgemeinde mit 5890 Einwohnern (Stand 1. Jänner 2025) im Burgenland im Bezirk Oberwart (Österreich). Namensgeber ist die Pinka, ein Nebenfluss der Raab.
Die erste urkundliche Erwähnung stammt vermutlich aus dem Jahre 860. Während der folgenden 1000 Jahre war Pinkafeld die meiste Zeit beim Königreich Ungarn. Dennoch war die Bevölkerung, wie im Großteil des ehemaligen Deutsch-Westungarn (heute Burgenland), seit der Zeit Karls des Großen überwiegend deutschsprachig. Historisch gesehen ist Pinkafeld eine Stadt von Handwerkern und Bürgern. Die Stadt erwarb schon im späten Mittelalter zahlreiche Privilegien wie die Blutgerichtsbarkeit, das Markt- und Mautrecht und die Zollfreiheit. Im weiteren Verlauf der Geschichte hatten die Pinkafelder Bürger stets großes Interesse daran, diese Privilegien zu erhalten. Und tatsächlich wurden die Pinkafelder Vorrechte von vielen Kaisern, Königen und regionalen Herrschaftsinhabern immer wieder bestätigt und erweitert. Vom 17. Jahrhundert bis ins frühe 20. Jahrhundert prägte das Tuchmachergewerbe die Stadt.
Mit der Gründung der HTBLuVA Pinkafeld auf dem Gelände des ehemaligen herrschaftlichen Meierhofs machte Pinkafeld 1967 einen wichtigen Schritt in Richtung Schul- und Fachhochschul-Stadt. Als solche hat sie seither insbesondere wegen der Ausbildungsmöglichkeiten im Bereich der Technik überregionale Bedeutung und Bekanntheit erlangt. Seit 2002 ist Pinkafeld eine der 25 Klimaschutzgemeinden des Burgenlands.

## Geografie

### Geografische Lage
Pinkafeld liegt im Nordwesten des südlichen Burgenlands an der steirischen Grenze nur wenige Kilometer vom Dreiländereck Niederösterreich-Steiermark-Burgenland entfernt im Pinkatal an den Ausläufern des Wechselgebiets (Bernsteiner Bergland im Nordosten, Bucklige Welt im Nordwesten, Joglland im Westen) das hier gegen Süden nahtlos in das südburgenländische Hügelland übergeht. Das Landschaftsbild wird im Nahbereich von sanften Hügeln und großräumig vom Wechselmassiv beherrscht. Im Westen liegen das SOS-Kinderdorf und Gfangen und im Nordosten Hochart auf Erhebungen über der Stadt.
Die Entwässerung der Stadt erfolgt über die Pinka. Die Pinka ist ein Nebenfluss der Raab, der die Stadt von Nord nach Süd durchquert.

### Flächennutzung
Die Gesamtfläche der Stadt ist folgendermaßen aufgeteilt:
Mehr als die Hälfte der Fläche Pinkafelds ist von Wald bedeckt. 31,35 % der Fläche wird landwirtschaftlich genutzt. Die verbleibenden Flächen teilen sich in 0,94 % Wasserflächen, 1,56 % Bauflächen, 5,53 % Gärten und 7,74 % sonstige Flächen auf.

### Stadtgliederung

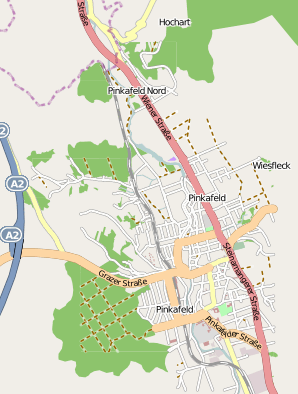
Übersichtskarte

Das Gemeindegebiet umfasst folgende zwei Ortschaften (in Klammern Einwohnerzahl Stand 1. Jänner 2025):
- Hochart (341)
- Pinkafeld (5549)

Die Gemeinde besteht aus den Katastralgemeinden Hochart und Pinkafeld.
Ortsteile der Stadtgemeinde sind:
- Innere Stadt
- An der Pinka
- Klosterleiten
- Marktfeld
- Hammerfeld
- Hinter der Au
- Lampelfeld
- Bielfeld
- Antonifeld
- Hochart
- Gfangen

Hochart und Pinkafeld wurden 1970 aufgrund des burgenländischen Gemeindestrukturverbesserungsgesetzes zur Stadtgemeinde Pinkafeld vereinigt. Im Jahr 2001 hatte Hochart 341 Bewohner.

### Nachbargemeinden
Nördlich grenzt die Stadt beim Pinggauer Ortsteil Sinnersdorf an die Steiermark. Nach Sinnersdorf (das obwohl es zur Steiermark gehört, postalisch und kirchlich von Pinkafeld aus betreut wird) folgt das Ortsgebiet des steirischen Nachbarortes Pinggau und anschließend Friedberg. Im Süden grenzt unmittelbar die Gemeinde Riedlingsdorf an, mit der Pinkafeld bereits zusammengewachsen ist. Richtung Westen führt eine Landesstraße über den Gerichtsberg nach Grafenschachen und von dort weiter nach Loipersdorf-Kitzladen. Die östlichen und südöstlichen Nachbarn Wiesfleck und Oberschützen sind ebenfalls auf Straßen über hügelige Erhebungen zu erreichen. Für viele Nachbarn ist Pinkafeld Einkaufsort und Ziel für Lokalbesuche. Der größte Zusammenhalt mit den Nachbargemeinden ist durch die Pinkafelder Schulen gegeben, in deren Einzugsgebiet sämtliche Nachbargemeinden liegen.
| Friedberg             | Pinggau                                     | Pinggau      |
| Grafenschachen        | Kompassrose, die auf Nachbargemeinden zeigt | Wiesfleck    |
| Loipersdorf-Kitzladen | Riedlingsdorf                               | Oberschützen |

### Geologie
Pinkafeld befindet sich im Bereich der Tertiärbucht von Friedberg–Pinkafeld, einer Randbucht des Steirischen Beckens. Richtung Osten geht die Pinkafelder Bucht in die Tertiärsenke zwischen Günser Bergland und dem Eisenberggebiet über.
Das Grundgebirge ist durch starken Decken- oder Schuppenbau geprägt. Darauf lagert die tertiäre Füllung des Steirischen Beckens: Auf die kontinentalen Bildungen der Sinnersdorfer Schichten (?Karpat) im Norden legen sich Richtung Süden die jüngeren marinen Schichten des Baden, Sarmat und Pannon. Den Abschluss bilden Quartärschichten. Im Bereich der Schichten des Baden und Sarmat wurden in Pinkafeld Tiefengrundwässer durch artesische Hausbrunnen erschlossen.
Die Sinnersdorfer Schicht besteht aus Konglomeraten und Schottern. Relativ gering ist der Anteil an Sinnersdorfer Konglomeraten. Weiter verbreitet sind konglomerierte, schlecht sortierte Wildbach- und Murensedimente (siehe Sedimente) mit dezimeter- bis metergroßen, meist nur kantengerundeten Komponenten aus der Grobgneis- und Wechselserie. Die Sinnersdorfer Schicht enthält außer unbestimmbaren Pflanzenresten keine Fossilien. Die jüngeren Ablagerungen unterscheiden sich von der Sinnersdorfer Schicht mit seinen Konglomeraten und Schottern durch ihren Reichtum an Gneis und Glimmerschiefer.
Im Baden finden sich überwiegend klastische Sedimente wie Grobsand, Kies, Schotter, Schluff, Feinsand und Riffkalk, wobei Sande (häufig geröllführend) überwiegen. Das Liegendste bildet die Serie des Tauchener und Schreibersdorfer Kohlenflözes. Darüber (Hangendes) befinden sich Quarzsande mit Geröllen ohne Fossilien. Das Baden zeichnet sich durch eine Zunahme des Epidot unter den Schwermineralen aus. Die Mächtigkeit des Baden in Pinkafeld wird mit rund 200 Meter angenommen.
Das Sarmat besteht hier ausschließlich aus klastischen Sedimenten (Schluff, Feinsand, Grobsand, Kies, Schotter). Es ist eine weitere Zunahme des Epidots unter den Schwermineralen zu beobachten. Im Baden und Sarmat gibt es wenige Fossilfunde. Die Dicke des Sarmat bei Pinkafeld wird, wie die des Baden, mit rund 200 Meter vermutet.
Im Pannon sind bei Pinkafeld hauptsächlich feinklastische Sedimente (Schluff) zu finden. Nur an der Basis gibt es Konglomerate. Von Westen nach Osten ziehen helle, seltener grüne Mergel mit regelmäßiger Fossilführung, die die Pannonschichten von denen des Sarmat und Baden deutlich unterscheiden. Die Mächtigkeit des Pannon dürfte hier 50 Meter nicht überschreiten. Die tonig-schluffigen Sedimente des Pannon werden in Pinkafeld zur Ziegelherstellung verwendet.
Terrassenschotter aus dem Quartär bedeckt den Rücken westlich Pinkafelds. Er besteht aus bis zu 25 Zentimeter großen, teilweise gutgerundeten Quarz- und Quarzitbrocken in sandiger Matrix.

### Klima
Das Klima ist dem relativ warmen illyrischen Klimatyp zuzuordnen. Gegen atlantische Einflüsse ist das Gebiet durch die Zentralalpen abgeschirmt. Pinkafeld und Umgebung gehören zu den gewitterreichsten Zonen Österreichs. Der mittlere Jahresniederschlag beträgt etwa 800 bis 900 Millimeter. Die mittlere Anzahl der Tage mit Schneebedeckung beträgt ungefähr 70, die mittleren größten Neuschneemengen zwischen 30 und 50 Zentimeter. Die wahren Jännermittel der Temperaturen betragen zwischen −2 °C und −5 °C, die des Juli etwa 18 °C bis 20 °C.

## Geschichte

### Urgeschichte, Antike und Mittelalter

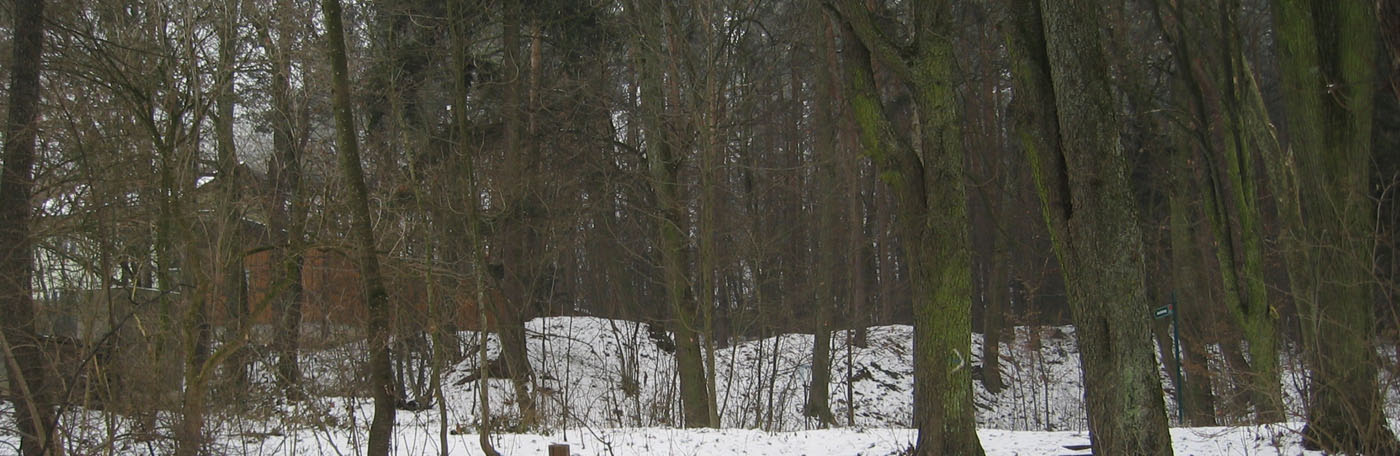
Hügelgräber aus der Römerzeit im Stadtpark

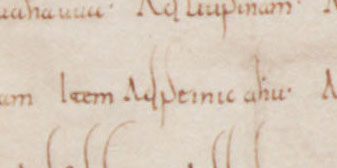
Ausschnitt aus der Urkunde König Ludwigs des Deutschen aus dem Jahr 860: „item ad Peinicahu“.

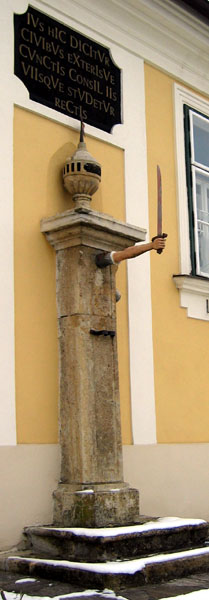
Pinkafelder Pranger: Symbol der hohen Gerichtsbarkeit

Die ältesten Fundstücke stammen aus der Jungsteinzeit und sind 6000 Jahre alt. Zur Zeit der Kelten bestand eine Siedlung im Bereich des heutigen Bahnhofs Pinkafeld. Zur Römerzeit war das Gebiet des heutigen Burgenlands Teil der Provinz Pannonien.
Vom 6. Jahrhundert bis zum 8. Jahrhundert war das Gebiet von den Awaren beherrscht. Nach den Feldzügen Karls des Großen gegen die Awaren zwischen 791 und 803 wurde Pinkafeld Teil des Fränkischen Reichs und gehörte nach dem Vertrag von Verdun von 843 zum Ostfränkischen Reich. Zu dieser Zeit des Baierischen Ostlandes erfolgte eine intensive deutsche Besiedlung. In einer Urkunde des Jahres 860 wurde die Stadt vermutlich erstmals erwähnt. Die Urkunde bezeugt eine Schenkung des Gutes „ad Peinicahu“ des Karolingerkönigs Ludwigs des Deutschen an den Salzburger Erzbischof Adalwin (Adaluuinus). Es ist nicht erwiesen, dass es sich bei dem erwähnten Gut um ein Gebiet im heutigen Pinkafeld handelt.
Um 900 nahmen die Magyaren das Gebiet in Besitz. Das Gebiet des heutigen Pinkafeld lag zu dieser Zeit im Niemandsland (Gyepűelve) zwischen Ungarn und der steirischen Grenze. Danach gehörte Pinkafeld für über tausend Jahre überwiegend zum Königreich Ungarn. In der Schlacht auf dem Lechfeld (955) wurden die Ungarn besiegt, die sich daraufhin hinter die Lafnitz zurückzogen. Pinkafeld blieb ungarisch.
Ab dem 13. Jahrhundert gehörte die Siedlung zum Besitz der Güssinger Grafen. Im Zuge der Güssinger Fehde (1289/90) fiel Pinkafeld an die Habsburger. Nachdem die Siedlung während der Güssinger Fehde 1289 zerstört worden war, wurde sie ab 1291 Teil der Herrschaft Bernstein. 1327 kam es zur Schlacht bei Güns zwischen König Robert von Anjou und den Güssinger Grafen. Pinkafeld gelangte darauf wieder unter die Verwaltung der ungarischen Krone. Durch König Ludwig den Großen von Ungarn gefördert, erreichte die Stadt in wichtigen Bereichen die Unabhängigkeit von Bernstein (zum Beispiel eine unabhängige hohe und niedere Gerichtsbarkeit).

### Die Zeit im Haus Österreich 1463–1644
Kaiser Friedrich III. von Habsburg erhielt 1445 die Ortschaft Pinkafeld als Pfand. Der Kaiser bestätigte und erweiterte die Privilegien der Stadt. 1459 überfielen Truppen des ungarischen Königs Matthias Corvinus den Habsburgerkaiser am Lamplfeld im Süden der heutigen Stadt und zwangen ihn damit zum Rückzug aus Pinkafeld. 1463 gehörte der Ort wieder den Habsburgern und blieb nunmehr für beinahe 200 Jahre beim Haus Österreich. 1517 erhielten die Königsberger die Herrschaft Pinkafeld. Beim Rückzug von der ersten Wiener Türkenbelagerung überfielen türkische Streifscharen die Siedlung. Nach der Belagerung von Güns im Jahr 1532 zerstörten die Truppen Sultan Süleymans I. Pinkafeld vollkommen.

### Die Zeit im Königreich Ungarn 1644–1918

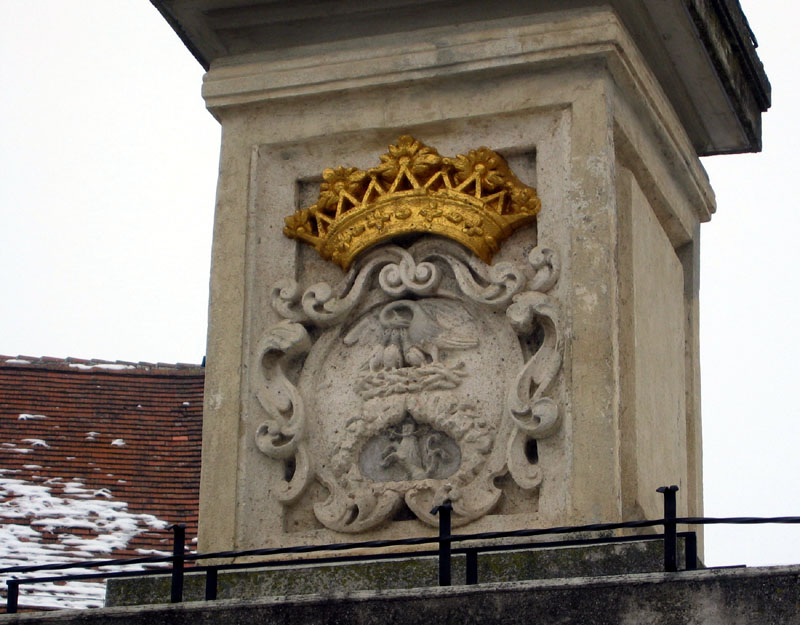
Über 250 Jahre Herrschaft in Pinkafeld: Wappen der Familie Batthyány an der Mariensäule

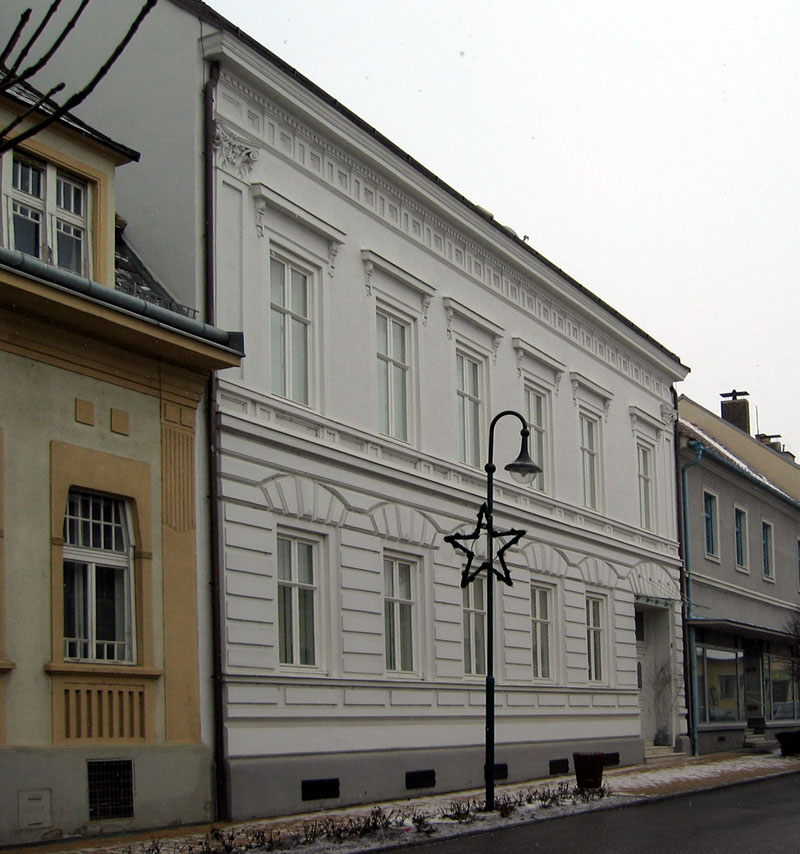
Im ehemaligen Hotel Lehner stieg 1921 Kaiser Karl I. ab

Gegen Ende des Dreißigjährigen Krieges kam die Ortschaft wieder zu Ungarn. Ádám Batthyány erwarb 1644 Bernstein von den Königsbergern. 1669 wurde die Herrschaft Bernstein in die Herrschaften Bernstein (Christoph II. Batthyány) und Pinkafeld unter Paul I. Batthyány aufgeteilt. Das Batthyány-Schloss wurde zum Mittelpunkt der Herrschaft. Ab 1674 wurde Pinkafeld von Graf Ladislaus Csáky verwaltet. Nach Csáky ging die Verwaltung der Herrschaft Pinkafeld an Christoph Batthyány über.
1664 versuchten türkische Streifscharen die Ortschaft zu plündern. Es kam zu einem Gemetzel mit Pinkafelder Truppen. Die türkischen Angreifer konnten in die Flucht geschlagen werden. Nach der Zweiten Wiener Türkenbelagerung überfielen steirische Truppen die Stadt als Rache an den Batthyány, die aus taktischen Überlegungen den Türken gehuldigt hatten.
1688 und 1699 fanden vor dem Pinkafelder Hochgericht Hexenprozesse statt, die zur Hinrichtung der Angeklagten führten. Im Jahr 1698 kam es zu einer neuerlichen Teilung der Batthyányschen Herrschaften. Pinkafeld fiel an Sigismund Batthyány. Im Zuge der Kuruzzeneinfälle in den Jahren 1704 und 1708/09 wurde auch Pinkafeld geplündert. 1717 starb Sigmunds Bruder Franz Batthyány und die Herrschaft Pinkafeld wurde wieder vereinigt. 1804 brachten kroatische Soldaten die Cholera, die vielen Pinkafeldern das Leben kostete. Einige hundert Franzosen zogen 1806 bis 1809 im Zug der Koalitionskriege durch den Ort.
Im Lauf des 17. Jahrhunderts war in Pinkafeld die Zunft der Tuchmacher zahlenmäßig vorherrschend. Die erste Hälfte des 18. Jahrhunderts prägten Privilegienstreitigkeiten mit den Batthyány. Die Wirtschaft war im Aufwind. Zu Beginn des 19. Jahrhunderts wurde die Stadt das Opfer einer Serie von Bränden. 1871 wurde die Freiwillige Feuerwehr in Pinkafeld gegründet. Sie ist die älteste Freiwillige Feuerwehr des heutigen Burgenlandes.
Als Folge der Revolution 1848/49 kam es zur Fortsetzung der unter Kaiser Joseph II. begonnenen so genannten Bauernbefreiung und Grundentlastung, womit auch die Grundherrschaft der Batthyány in Pinkafeld ein Ende nahm. Die Batthyány wurden Großgrundbesitzer und deren ehemalige Untertanen wurden freie Staatsbürger. Die Revolution bewirkte aber auch das Ende der Pinkafelder Blutgerichtsbarkeit und den allmählichen Verlust der Vorrechte des privilegierten Marktes Pinkafeld.
Im letzten Drittel des 19. Jahrhunderts vollzog sich in Pinkafeld ein Wandel vom Handwerk zur Industrie. Seit dem Österreichisch-Ungarischen Ausgleich von 1867 gehörte Pinkafeld zur k.u.k. Doppelmonarchie Österreich-Ungarn. 1888 wurde die Lokalbahn Steinamanger–Altpinkafeld (Pinkatalbahn) in Betrieb genommen. Ende des 19. Jahrhunderts bis zum Ersten Weltkrieg wanderten zahlreiche Menschen aus dem Burgenland, vorwiegend aus wirtschaftlichen Gründen nach Amerika aus. Bis 1914 waren dies rund 30.000 Burgenländer. Der überwiegende Teil der Pinkafelder Auswanderer ging nach Chicago. Der Erste Weltkrieg brachte der Bevölkerung Not und Leid und der Pinkafelder Textilindustrie infolge von Aufträgen des Militärs eine kurze Hochkonjunktur.

### Ungarische Räterepublik
In der kurzen Zeit der ungarischen Räterepublik unter Béla Kun von April bis Juli 1919 kam es in Pinkafeld zu Kommunalisierungen, die später wieder rückgängig gemacht wurden.

### Der letzte österreichische Kaiser in Pinkafeld
Der ehemalige Kaiser von Österreich, Karl I. versuchte im Jahre 1921 die Macht als König in Ungarn zu übernehmen. Am Karsamstag 1921 kehrte er mittags auf der Reise nach Budapest inkognito im ehemaligen Hotel Lehner ein. Da das Auto zur Weiterfahrt eine Panne hatte, nahmen der ehemalige Kaiser und sein Gefolge die Lohnkutsche des Hotels zur Fahrt in Richtung Budapest. Dieser erste Versuch Karls, noch einmal die Macht in Ungarn zu übernehmen, scheiterte genauso wie ein weiterer Versuch im Oktober desselben Jahres.

### 1920 bis zum Ende des Zweiten Weltkriegs

Rekrutenangelobung beim Gebirgsjäger-Regiment 138 in der Kaserne in Pinkafeld am 31. Mai 1939.

Seit Inkrafttreten der beiden Friedensverträge von St. Germain und Trianon im Jahr 1920 gehört Pinkafeld rechtmäßig zu Österreich und eine über tausendjährige überwiegende Zugehörigkeit zum Königreich Ungarn ging zu Ende.
1921 kam es in Pinkafeld zu Kämpfen zwischen ungarisch-nationalistischen Freischärlerverbänden und der österreichischen Gendarmerie. Im Dezember 1921 wurde das Burgenland und damit Pinkafeld aber endgültig an die Republik Österreich übergeben. Der Anschluss an Österreich führte aber auch zu wirtschaftlichen Problemen für die Stadt, da die Absatzmärkte im Osten verloren gingen.
1924 wurde die Herrschaft Pinkafeld verkauft. 1925 wurde die Eisenbahnverbindung zwischen Altpinkafeld und Friedberg als Verlängerung der Lokalbahn Steinamanger – Altpinkafeld eröffnet. Mit der Eingliederung in das österreichische Eisenbahnnetz und der Gründung weiterer Textilfabriken erholte sich die Pinkafelder Wirtschaft. 1925 bewarb sich die Stadt erfolglos als Hauptstadt des Burgenlandes. Die Weltwirtschaftskrise in den 1930er Jahren stoppte auch den Pinkafelder Wirtschaftsaufschwung. 1937 wurde Pinkafeld zur Stadt erhoben.
Mit dem Anschluss Österreichs an das Nationalsozialistische Deutsche Reich kam Pinkafeld zum Reichsgau Steiermark. Zur Zeit des Zweiten Weltkriegs war der Bahnhof von Altpinkafeld mehrmals das Ziel alliierter Jagdbomberangriffe. Am 5. April 1945 marschierten sowjetische Truppen in Pinkafeld ein. Im Mai 1945 war der Zweite Weltkrieg beendet. Aus Dankbarkeit gelobten die Einwohner der Stadt jährlich am ersten Sonntag im April einen Kreuzweg zu beten. Der Tag wird in Pinkafeld als Russensonntag bezeichnet.

### Nachkriegszeit bis zur Gegenwart
Von 1945 bis 1955 befand sich Pinkafeld in der sowjetischen Besatzungszone. 1956 bemühte sich die Stadt vergeblich um die Errichtung einer Handelsakademie. 1960 wurde anlässlich der 1100-Jahr-Feier der Stadtgemeinde das SOS-Kinderdorf Pinkafeld gegründet. 1993 wurde das SOS-Jugendhaus eröffnet. 1965 nahm der Pinkafelder Eisteich seinen Betrieb auf. Die europäische Textilkrise führte 1966 zur Schließung zweier großer Textilfabriken. Ein Markstein auf dem Weg zur Schulstadt ist die Gründung der HTBL Pinkafeld im Jahr 1967. 1970 erfolgte die Eingemeindung von Hochart in die Gemeinde Pinkafeld. 1972 wurden Hauptschule, Hallenbad und die Martinihalle eröffnet. Seit 1992 gibt es die Pinkafelder Fachhochschulstudiengänge.
Am 11. August 1999 war in Österreich eine totale Sonnenfinsternis zu beobachten. Pinkafeld lag genau auf der Zentrallinie der Totalitätszone und wurde daher an diesem Tag von vielen Interessierten besucht. Die Totalitätsdauer betrug hier etwa 2 Minuten und 20 Sekunden. Das Wetter war für die Beobachtung der Finsternis günstig.
2002 trat Pinkafeld dem Klima-Bündnis bei und errang eine Goldmedaille beim Europäischen Blumenschmuckwettbewerb Entente Florale Europe in der Kategorie Stadt. Ebenfalls 2002 kam der Weihnachtsbaum für einen der bekanntesten Christkindlmärkte Österreichs am Wiener Rathausplatz aus Pinkafeld. Die Pinkafelder Fichte wurde am Wiener Rathausplatz im Rahmen eines Festaktes aufgestellt. Musikalisch begleitet wurde der Festakt von der Stadtkapelle Pinkafeld und der Gardemusik Wien.

## Siedlungsgeschichte
Ab dem 9. Jahrhundert finden sich Siedlungszellen im Bereich der heutigen katholischen Kirche. Im Hochmittelalter schloss sich eine Marktsiedlung mit kleinstädtischen Formen an. Ein weiterer Siedlungsteil befand sich entlang des Mühlkanals im Gelände zwischen Hauptstraße und Pinkaarm. Der Marktplatz (heute Hauptplatz) soll im Mittelalter ein verzerrter Rechteckplatz und im Spätmittelalter zu zwei Drittel verbaut gewesen sein. In der Neuzeit erfolgte eine Siedlungserweiterung nach Süden mit Ausrichtung auf Schloss Batthyány.

## Bevölkerung
Um 1920, bevor das ehemalige Deutsch-Westungarn als Burgenland zu Österreich kam, lag der Anteil der ungarischen Volksgruppe in Pinkafeld bei rund 12 %. Bei der Volkszählung im Jahre 2002 gaben 94,9 % der Bevölkerung Deutsch als Umgangssprache an. 1,6 % nannten Kroatisch als Umgangssprache, 1,0 % Ungarisch. 93,3 % der in Pinkafeld ansässigen Menschen sind Österreicher.
In Pinkafeld wird der im Burgenland und der Oststeiermark verbreitete hianzische Dialekt gesprochen, der sich in verschiedenen Ortschaften unterschiedlich entwickelt hat. So ist beispielsweise (zumindest für Einheimische) der Dialekt der Bewohner des Ortsteils Hochart, der räumlich von Pinkafeld getrennt ist, von jenem der Pinkafelder unterscheidbar. Der Hocharter Dialekt ist stärker vom steirischen Dialekt geprägt als der Pinkafelder. Das charakteristische „ui“ kennt der in Pinkafeld gepflegte Dialekt nicht. Das typische (und möglicherweise namensgebende) hianzische Wort „hiaz“ für „jetzt“ ist jedoch auch in Pinkafeld üblich.

### Bevölkerungsentwicklung
Erste Hinweise auf die Größe der Bevölkerung in Pinkafeld stammen aus dem 16. Jahrhundert. Aus dem Jahr 1532 ist die völlige Zerstörung der Siedlung durch türkische Truppen bekannt. Danach erholte sich der Ort wieder relativ schnell. Einem Urbar der Herrschaft Bernstein aus dem Jahr 1569 zufolge gab es zu diesem Zeitpunkt über 80 Häuser in Pinkafeld. Die Einwohnerzahl stieg danach aufgrund des Baus von Hofstatthäusern und von gewerblichen Betrieben. Der Anstieg verlangsamte sich zu Beginn der Neuzeit durch Beschränkungen des zunftmäßigen Gewerbes. Größere Einwohnerzuwächse gab es erst wieder nach Aufhebung des Zunftzwanges.
Genauere Einwohnerzahlen sind erst ab 1697 bekannt. In den 183 Jahren von 1697 bis 1880 stieg die Bevölkerung von ungefähr 1500 auf 3080 Personen an. Zwischen 1880 und 1910 blieb die Bevölkerungszahl annähernd konstant bei ungefähr 3000 Einwohnern. Seit dem späten 19. Jahrhundert beginnt eine Auswanderung nach Übersee. In den Jahren 1916 bis 1925 gab es einen Rückgang um ungefähr 300 Personen aufgrund der Auswirkungen des Ersten Weltkriegs. Ein Teil davon ist auf die Auswanderung (vor allem nach Amerika) zurückzuführen.
Der Bevölkerungszuwachs in Pinkafeld ist seit den 1920er Jahren größer als im Durchschnitt des Bezirks Oberwart und des Bundeslandes Burgenland. Nach dem Anschluss des Burgenlandes an Österreich (1921) stieg die Bevölkerungszahl wieder an. Danach blieb die Bevölkerung bis Anfang der 1950er-Jahre mit etwa 3800 Einwohnern wieder ziemlich konstant. Ein starker Bevölkerungszuwachs erfolgte in den 1950er und 1960er Jahren (Baby-Boomer-Phase). In den 1960er Jahren ist in der Entwicklung der Pinkafelder Bevölkerung der Pillenknick erkennbar. Seit 1971 ist der Zugewinn durch Zuwanderung größer als die Verluste aufgrund der negativen Geburtenbilanz. Ende 2008 betrug der Einwohnerstand in Pinkafeld 5386 Personen.

### Bevölkerungsstruktur
Bei der Volkszählung 2001 betrug der Anteil der Einwohner, die 60 Jahre und älter waren, 22,4 %; 18,0 % waren unter 15 Jahre alt. Der Anteil der weiblichen Bevölkerung lag bei 52,9 %. Von den 4246 Bewohnern Pinkafelds, die 2001 über 15 Jahre alt waren, hatten 4,7 % eine Universität, Fachhochschule oder Akademie abgeschlossen. Weitere 22,0 % hatten Matura, 42,9 % hatten einen Lehrabschluss oder eine berufsbildende mittlere Schule besucht und 38,2 % aller Pinkafelder hatten die Pflichtschule als höchsten Abschluss.

### Religion

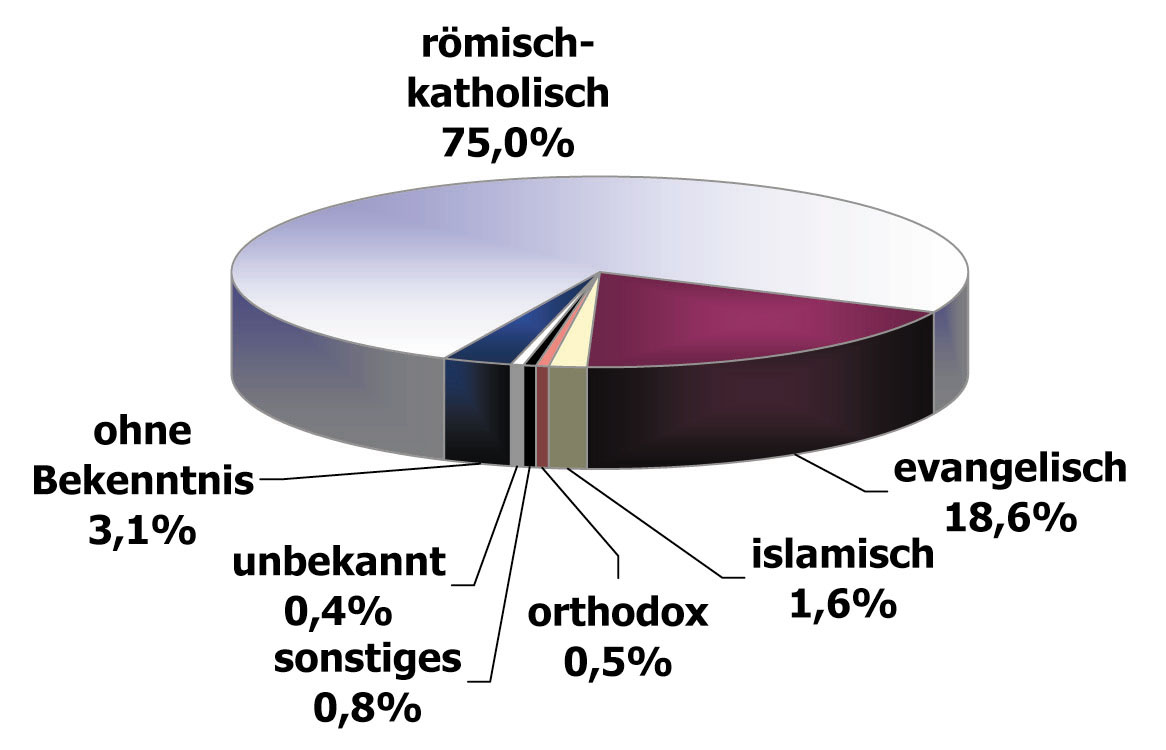
Religionszugehörigkeit (2002)

Der römisch-katholischen Glaubensgemeinde sind 75,0 % zuzurechnen, evangelisch sind 18,6 %, ohne Bekenntnis 3,1 %, zum Islam bekennen sich 1,6 %.
Seit 1981 ist am Pinkafelder Kalvarienberg die Franziskusgemeinschaft ansässig. Die Gründungsmitglieder beschlossen, nach dem Vorbild von Franz von Assisi und Charles de Foucauld, eine Gemeinschaft zu gründen und stiegen aus ihren Berufen aus. Sie verkauften ihre Wohnungen und investierten ihr gesamtes Geld in die neue Gemeinschaft. Die Franziskusgemeinschaft versteht sich als Lebens-, Güter- und Arbeitsgemeinschaft mit den Zielen eines einfachen Lebens, geistlicher Tiefe, der Hilfe für die Armen und der Bewahrung der Schöpfung im Sinne des heiligen Franz von Assisi. Die ordensähnliche Gemeinschaft ist vom Bischof anerkannt. Im Jahre 2007 gehörten ihr 15 Mitglieder (teils Familien, teils Einzelpersonen) an.
1832 wurde der Pinkafelder Herz-Jesu-Verein gegründet, dem im Jahr 1877 insgesamt 19.710 Mitglieder angehörten. Das Bruderschaftsbuch des Herz-Jesu-Vereines befindet sich heute im Kirchenmuseum. Die letzte Eintragung in das Buch erfolgte im Jahre 1877.

## Kultur und Sehenswürdigkeiten

### Museen

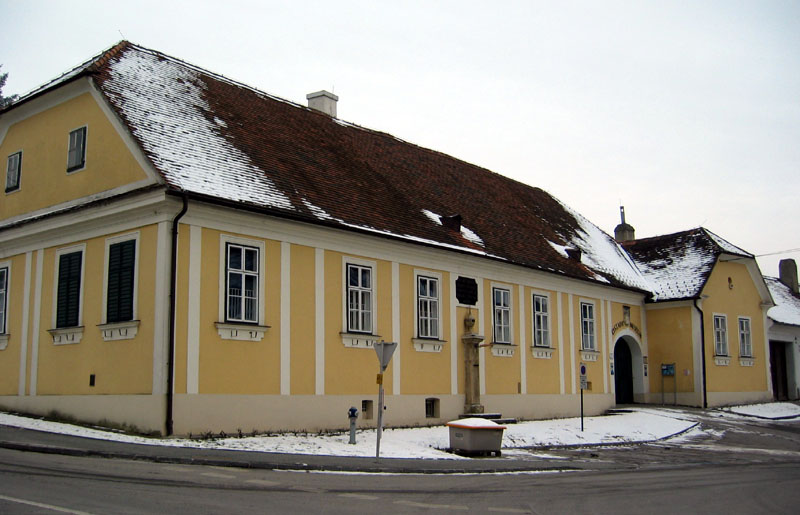
Rindsmaullsches Gutshaus, das älteste noch erhaltene Bauwerk Pinkafelds, heute Stadtmuseum

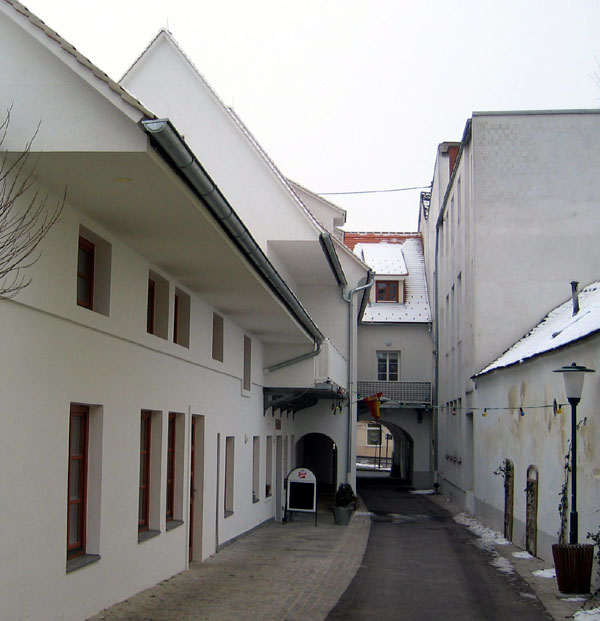
Im Durchgangshaus (Hinteransicht) war in den 1920er-Jahren das Heimatmuseum untergebracht

- Stadtmuseum Pinkafeld: Seit 1989 befindet sich im ältesten Gebäude Pinkafelds, dem um 1600 errichteten so genannten Rindsmaullschen Gutshaus und ehemaligen Landgericht und Rathaus das Stadtmuseum.
- Stadtmuseum: Die allgemeine Geschichte der Stadt, die Rechtsgeschichte (Blutgerichtsbarkeit) und die Geschichte des Pinkafelder Handwerks und Zunftwesens, sowie archäologische Funde aus dem Stadtgebiet, die bis in die Jungsteinzeit zurückreichen werden im Stadtmuseum gezeigt.
- Feuerwehrmuseum: im Feuerwehrmuseum zeigt zahlreiche historische Geräte der Freiwilligen Feuerwehr Pinkafelds, der ältesten Feuerwehr des Burgenlandes.
- Kirchenmuseum: Im Kirchenmuseum befinden sich Exponate der katholischen und evangelischen Pfarre und eine Weihnachtskrippe aus dem Jahr 1826.
- Tuchmachermuseum: Das Tuchmachermuseum zeigt Geräte und Werkzeuge des Tuchmachergewerbes.
- Garnisonsmuseum: Das Garnisonsmuseum, in dem die Geschichte der in Pinkafeld stationierten Heereseinheiten, insbesondere des Infanterieregiments Nr. 83 präsentiert wird, ist eine im Burgenland einzigartige Einrichtung.
- Durchgangshaus: 1924 errichtete Josef Karl Homma im so genannten Durchgangshaus ein Heimatmuseum mit überregionaler Bedeutung. Es war dies die erste Museumsgründung des 1921 neu geschaffenen österreichischen Bundeslandes Burgenland. Das Museum enthielt unter anderem wertvolle Funde aus der Römerzeit. In den Nachkriegsjahren wurden die Schauräume im Durchgangshaus aufgelöst und sehr viele Sammelstücke gingen verloren.[32] Das Durchgangshaus in der Stadtmitte besteht noch heute.
- Rindsmaullsches Gutshaus („Altes Rathaus“): Das älteste, noch erhaltene Bauwerk Pinkafelds ist das Rindsmaullsche Gutshaus, das Anfang des 17. Jahrhunderts errichtet wurde und ab 1629 in Besitz der ursprünglich aus Tirol stammenden Landadelsfamilie Rindsmaull stand. 1728 erwarb die Gemeinde Pinkafeld das Haus und nutzte es bis 1954 als Rathaus. Außerdem war in dem alten Gutshaus das Landgericht mit Zuständigkeit für Pinkafeld, Sinnersdorf, Ober- und Unterwaldbauern untergebracht. Die Gerichtsbarkeit ging nach 1848 verloren. 1830 wurde im Rindsmaullschen Gutshaus das letzte Urteil gefällt. Vor dem Haus ist noch heute, als Symbol der Gerichtsbarkeit, der Pranger aus dem 17. Jahrhundert zu besichtigen.

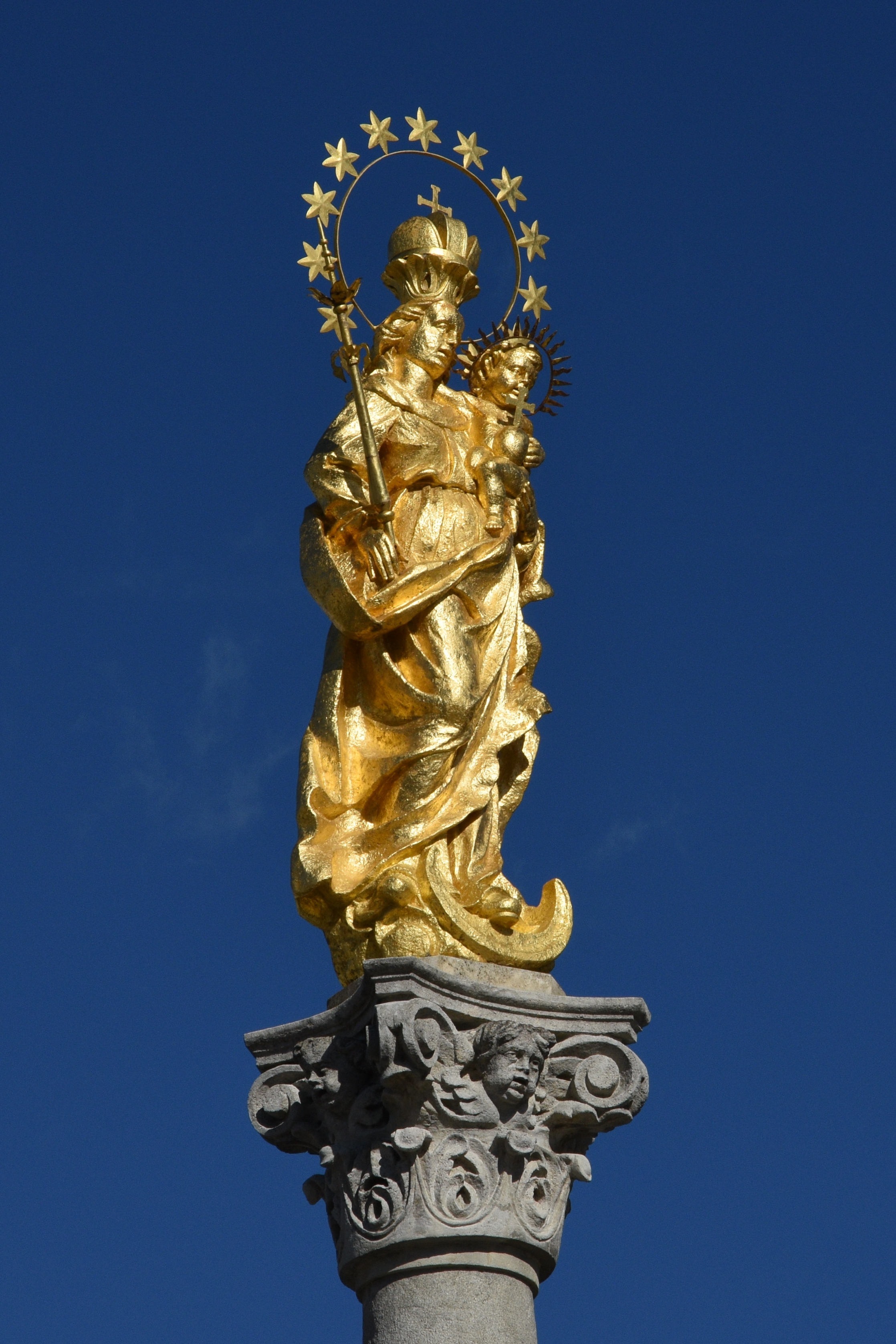
Die Mariensäule, 1757 erstmals erwähnt

Ab 1954 wurde das Haus für Wohnzwecke, später als städtischer Kindergarten verwendet; im Keller befanden sich die Anlagen der örtlichen Gefriergemeinschaft. Seit 1989, nach Übersiedlung des Kindergartens in die neu errichteten Gebäude, befindet sich in dem Gebäude das Pinkafelder Stadtmuseum.

### Bauwerke
Insgesamt 22 Objekte auf Pinkafelder Gemeindegebiet sind durch das Bundesdenkmalamt unter Denkmalschutz gestellt. Damit stehen unter anderen das Schloss Batthyány, die beiden Pfarrkirchen, die Mariensäule, das Kriegerdenkmal sowie einige Kapellen unter den besonderen Schutzbestimmungen des österreichischen Denkmalschutzgesetzes. Eigentümer der denkmalgeschützten Objekte sind das Land Burgenland, die Stadtgemeinde Pinkafeld und die katholische und evangelische Kirche.
- Mariensäule: Die Säule wurde 1757 in der kanonischen Visitation erstmals erwähnt. Historiker nehmen an, dass sie aus Dankbarkeit über die endgültige Abwehr der Türken, die Pinkafeld im Jahre 1532 zerstört und auch später überfallen hatten, errichtet wurde. Für die Mariensäule (im Volksmund auch „Frauensäule“ genannt) im Zentrum der Stadt dichtete Zacharias Werner, der öfters bei den Batthyány zu Gast war, den Spruch:[34]

Onbefleckt Empfangne, hoch zu loben,

stille äußrer, innerer Flammen Toben,

huldreich allen, welche Dir vertrauen,

was zerstört ist, hilf uns neu zu erbauen.
- Schloss Batthyány: Schloss Batthyány war Mittelpunkt der Herrschaft Pinkafeld und ständiger Wohnsitz von Angehörigen der Familie Batthyány. Das Schloss wurde im 18. und 19. Jahrhundert umgebaut. Im denkmalgeschützten Schloss ist seit 1959 die Landesberufsschule Pinkafeld untergebracht.
- Neues Rathaus: Das neue Rathaus wurde von den Architekten Prestiansky und Putsch geplant und 1954 fertiggestellt. Der Bau ist in typisch pannonischem Stil mit Rundbögen und Durchgängen gehalten und eines der dominierenden Gebäude am Hauptplatz.[16] 2020 wurde am Platz der Erinnerung vor dem Rathaus ein Denkmal aufgestellt und eingeweiht, zur Erinnerung an 33 Personen, die von den Nationalsozialisten ermordet wurden. Das Denkmal aus Stein und Glas wurde von Gottfried Reszner gestaltet.[35]
- Schlachtenkreuz: Das Schlachtenkreuz aus dem 17. oder 18. Jahrhundert beim Lamplfeld soll an die Schlacht zwischen den Truppen Kaiser Friedrichs III. und dem ungarischen König Matthias Corvinus am Pinkafelder Lamplfeld im Jahre 1459 erinnern.
- Turba-Kaserne: 1933 fertiggestellt. 2005 wurde per Gesetz der Verkauf der Kaserne beschlossen. In der Turbakaserne war die Heeressport- und Nahkampfschule (HSNS) für Orientierungslauf ansässig.[16]

### Kirchen und Kapellen

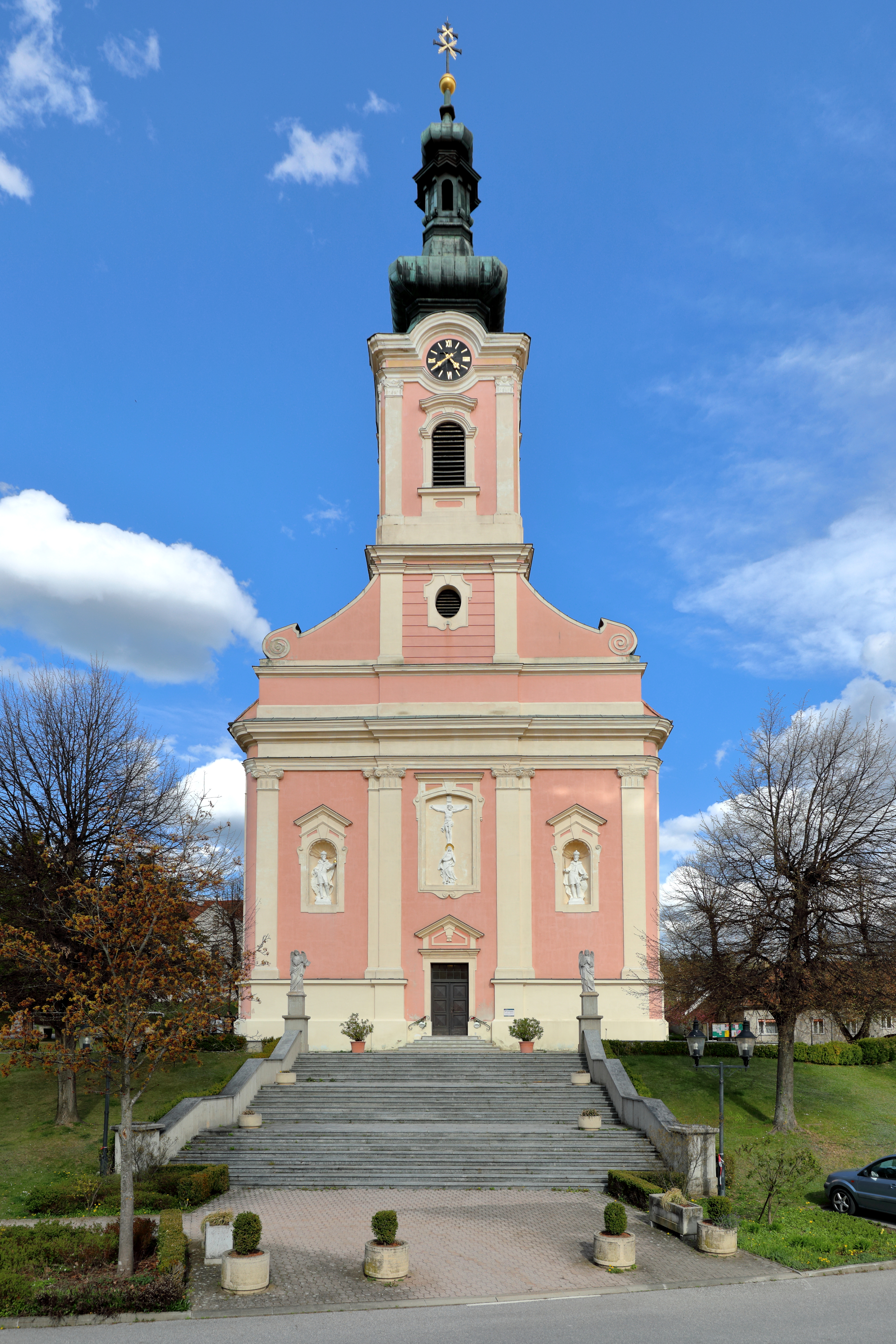
Westansicht der röm.-kath. Stadtpfarrkirche

- Die Katholische Pfarrkirche Pinkafeld hll. Peter und Paul als spätbarocke Wandpfeilerkirche mit einem Fassadenturm wurde ab 1773 unter Grund- und Patronatsherr Graf Adam III. Batthyány neu erbaut, 1786 geweiht, und 1807 fertiggestellt, nachdem die Kirche, die 1532 errichtet wurde, zu wenig Platz bot. Nördlich der Kirche steht ein Steinkreuz aus dem Jahr 1825, das an den ehemaligen Friedhof erinnert, der sich bis 1779 rund um die Kirche befand.
- Die Evangelische Pfarrkirche Pinkafeld wurde 1785 fertig gestellt. 1822 entstand ihr gemauerter Turm. Kaiser Joseph II. erteilte den Protestanten das Recht eigene Gotteshäuser zu errichten, jedoch durften diese keinen Turm haben, der Eingang musste vom Ortszentrum abgewendet sein und durfte nicht direkt an der Straße liegen. Deshalb befindet sich die Kirche in einer Nebenstraße, ihr Eingang befindet sich nicht unmittelbar an der Straße und ist vom Ortszentrum abgewendet.
- Das Kloster St. Vinzenz der Genossenschaft der Töchter der christlichen Liebe vom Hl. Vinzenz von Paul wurde von Gräfin Franziska Batthyány gestiftet. Es wurde am 24. Juni 1855 vom Bischof Michael Haas geweiht. Es war ein Spital und wird heute als Pflegeheim genutzt.
- Die Kalvarienbergkirche Pinkafeld ist der älteste noch bestehende Kirchenbau Pinkafelds, die Kalvarienbergkirche wurde um 1748 unter Graf Adam III. Batthyány erbaut. An die Südseite der Kirche ist eine Eremitage (Einsiedelei) angebaut. Errichtet wurde die Eremitage vor 1757 mit vier Zimmern, Küche und Keller. Zunächst lebten Augustiner-Eremiten in der Eremitage, später Einsiedler der Raaber Eremitenkonföderation. 1782 wurde die Eremitage aufgehoben und das Gebäude ging an die Pfarre Pinkafeld über – nachdem Kaiser Joseph II. alle Orden, die „nur beteten“ und nicht sozial, cariativ oder wirtschaftlich tätig waren, auflösen ließ. Seit 1982 wird die Eremitage von der Franziskusgemeinschaft bewohnt. Der Kreuzweg zur Kalvarienbergkirche stammt auch aus der Zeit um 1748.
- Die Friedhofskapelle Pinkafeld mittig im Friedhof wurde von Nikolaus Graf Batthyány und seiner Frau Franziska gestiftet. Die denkmalgeschützte Kapelle ist ein frühes Werk des Wiener Architekten Carl Roesner und gilt als kunsthistorisch bemerkenswerter Bau des romantischen Historismus.
- Josephi-Kapelle: die barocke Josephi-Kapelle (im Volksmund auch als „Spatzenkapelle“ oder „Rosskapelle“ bezeichnet) gegenüber dem Bahnhof Alt-Pinkafeld wurde kurz vor 1730 unter Graf Sigismund von Batthyány anstelle eines früheren Kapellenbaus errichtet.
- Türkenkapelle: Die von der Bevölkerung im 18. Jahrhundert errichtete Türkenkapelle erinnert an die Türkenkriege.
- Vinzenzkapelle: Die Kapelle Hl. Vinzenz an der Steinamangerstraße stammt aus dem Jahr 1832.[16]

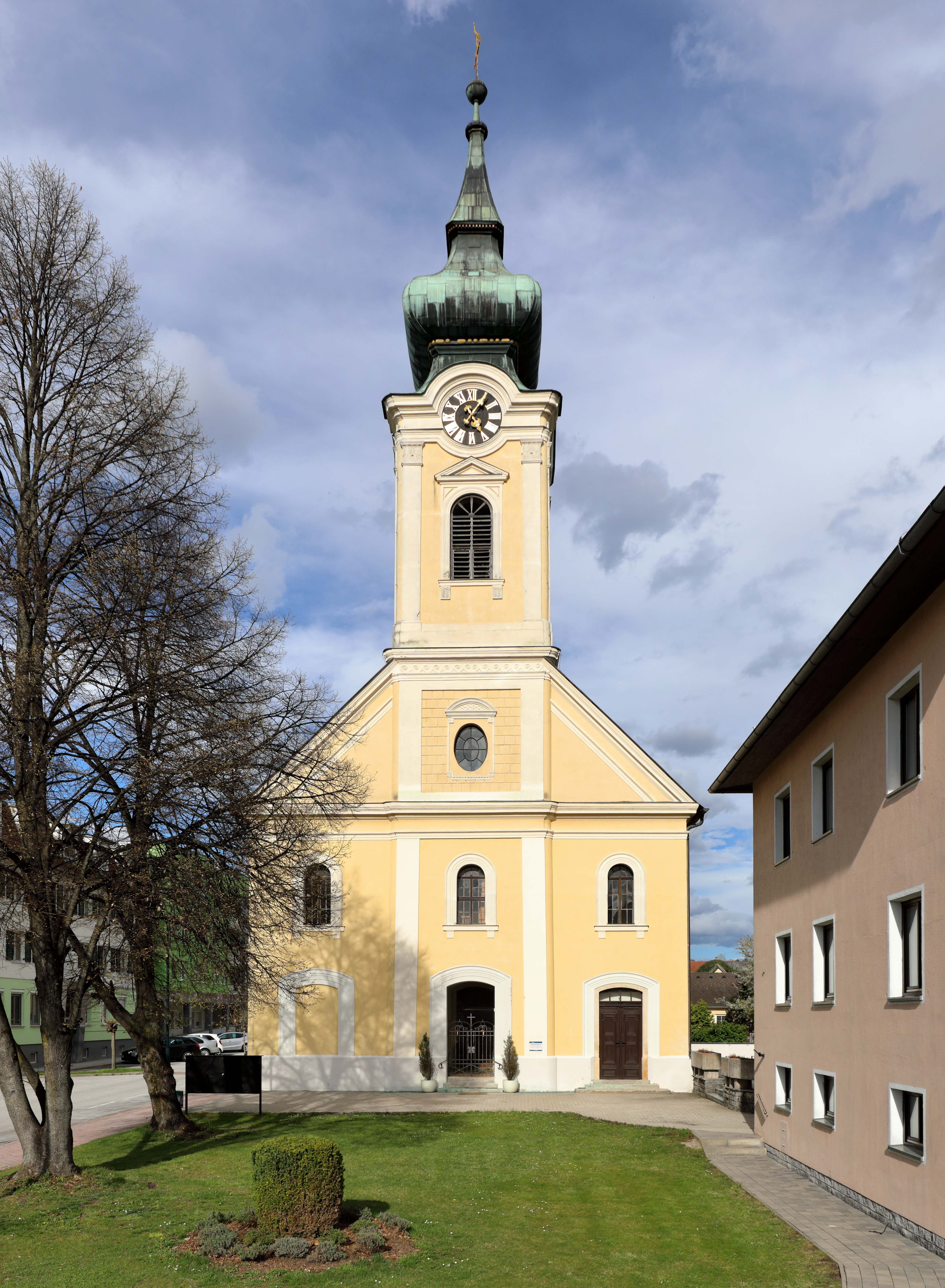
Evangelische Kirche
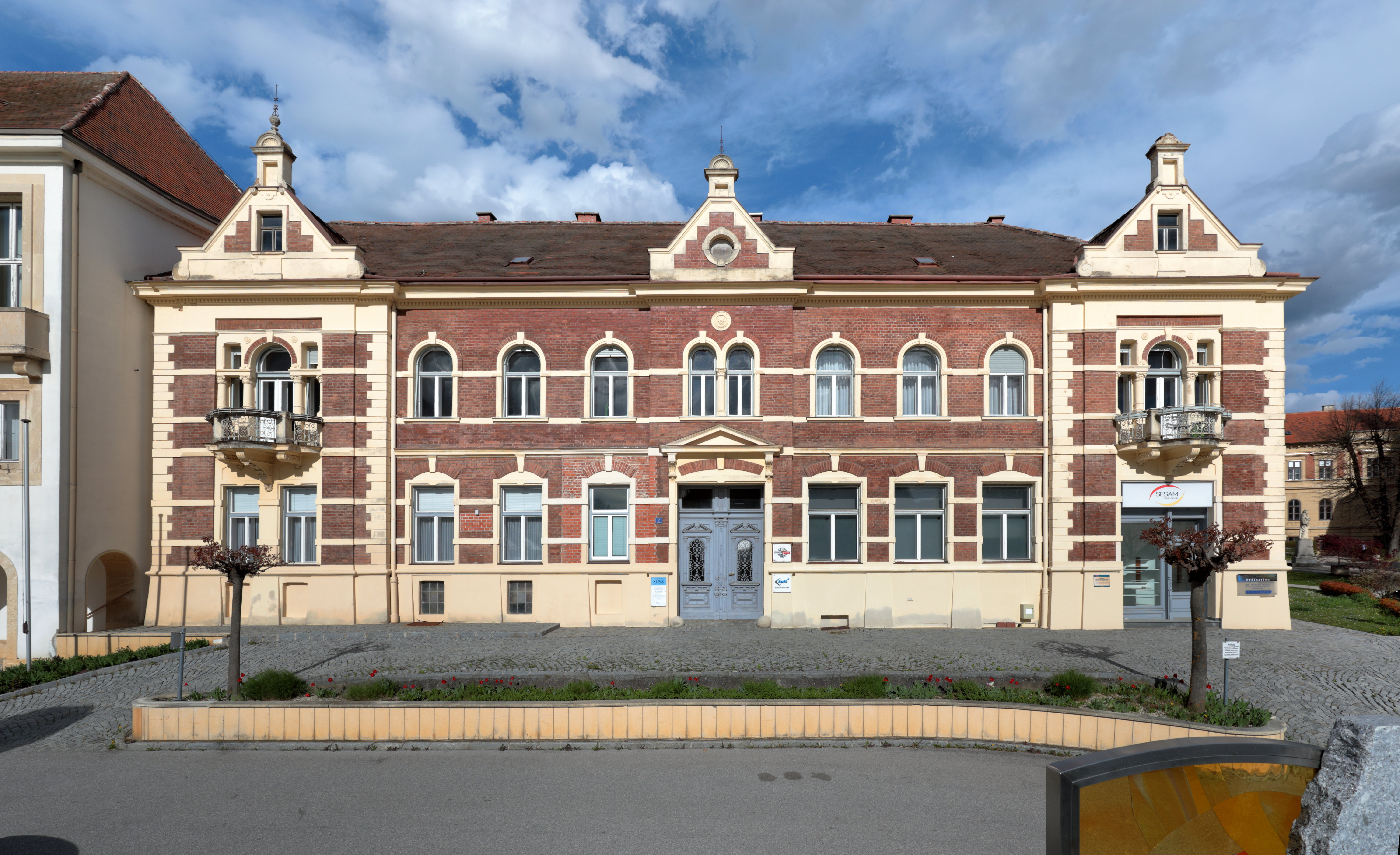
ehem. Sparkassengebäude; errichtet um 1900
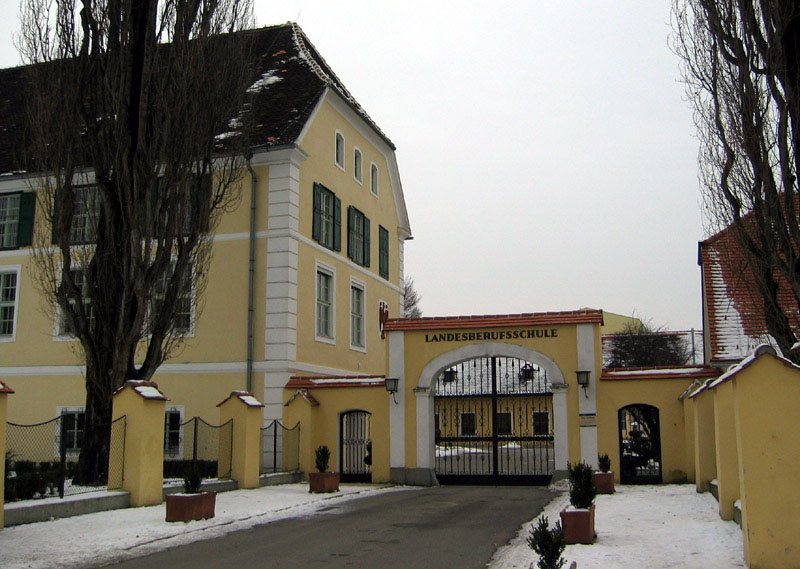
Schloss Batthyány
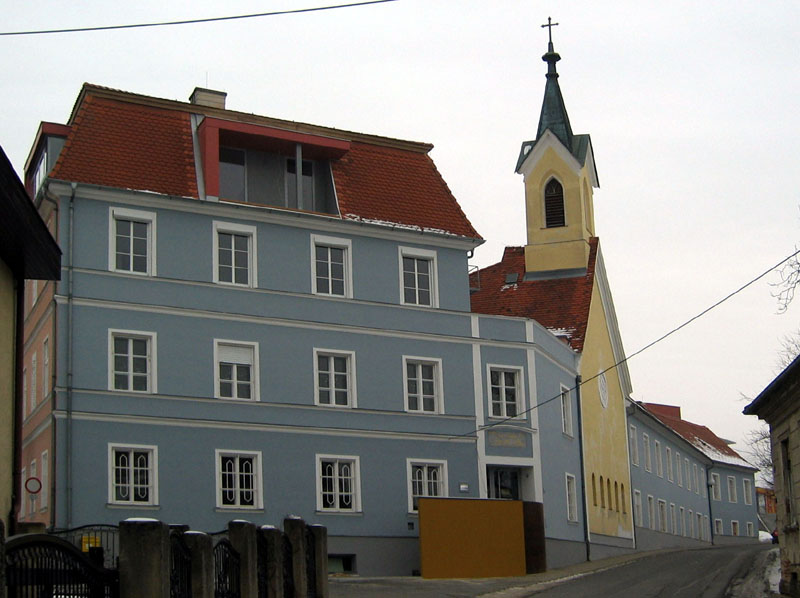
Kloster der Barmherzigen Schwestern
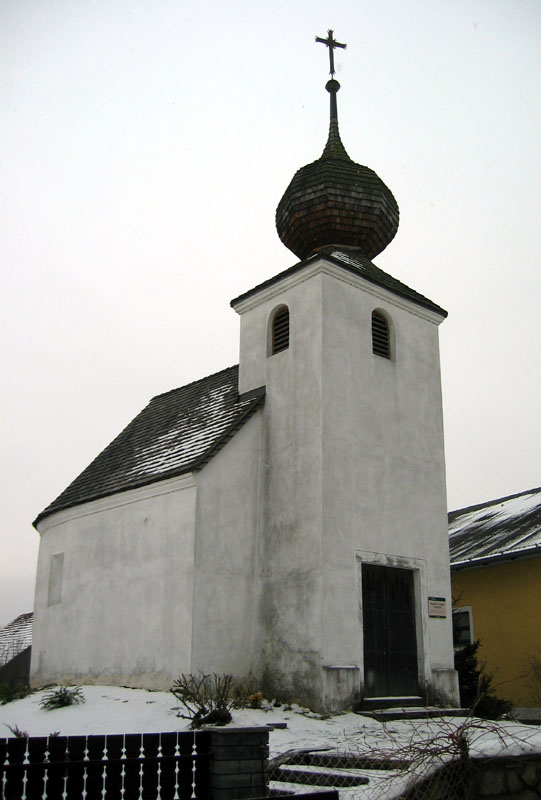
Josephikapelle
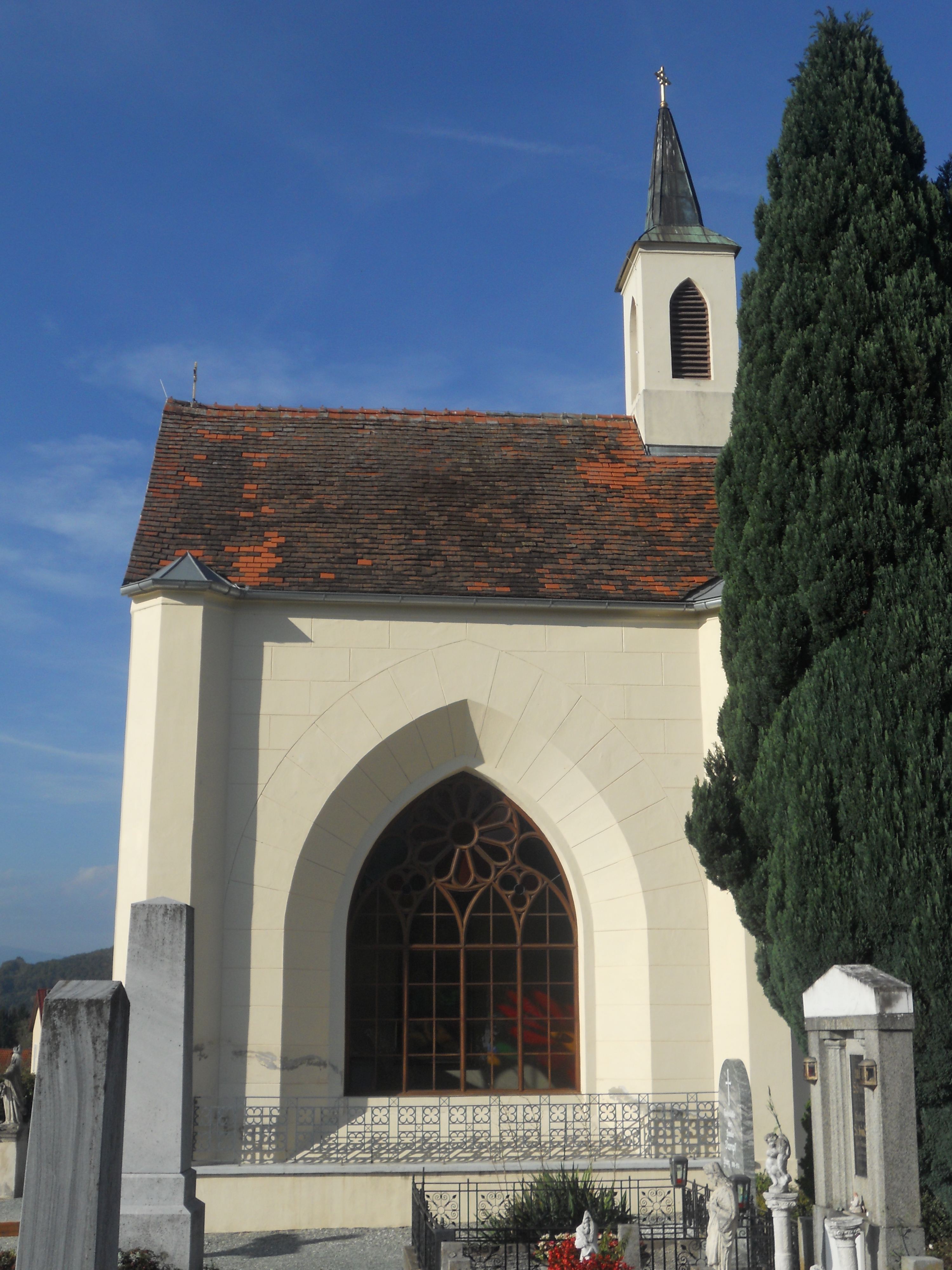
Die Friedhofskapelle von Carl Roesner
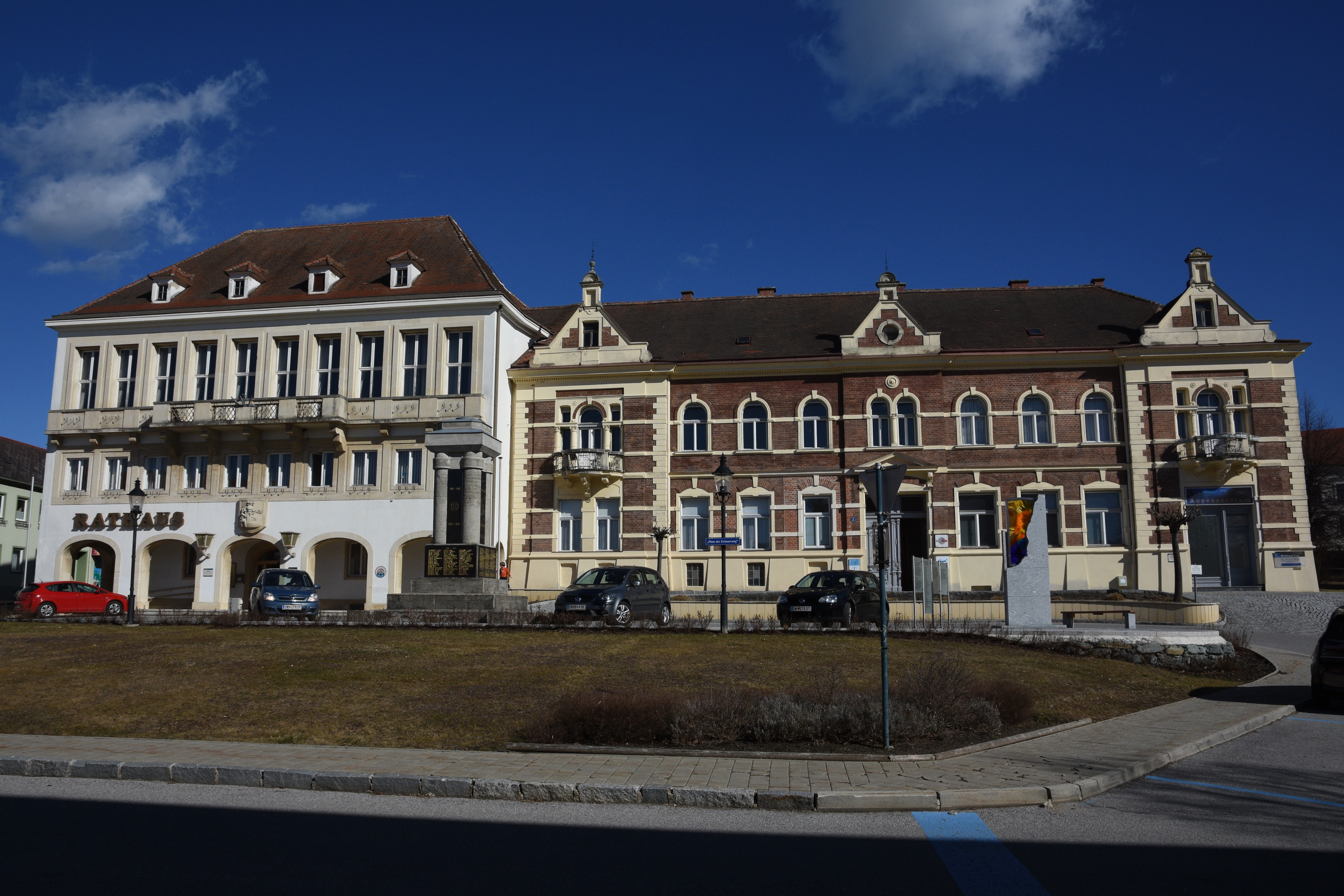
Rathaus und ehemaliges Sparkassengebäude

### Musik
- Schrammelquartett Pinkafeld: Das Schrammelquartett, 1998 gegründet, ist das einzige Originalschrammelquartett des Burgenlandes. Die vier Musiker pflegen so weit wie möglich authentisch die Musik der k.u.k. Monarchie und der Zeit des Johann Strauss. 2004 stellte das Quartett seine erste Audio-CD vor.[36]
- Weitere musikalische Vereinigungen sind die Stadtkapelle Pinkafeld, der Gesangsverein, der evangelische und römisch-katholische Kirchenchor sowie das Hocharter Singradl.
- In den 1970er und 1980er Jahren fand in Pinkafeld regelmäßig das Austria Rock Festival statt, bei dem die bekanntesten Pop-Musiker Österreichs (wie Wolfgang Ambros, Opus, No Bros, STS und andere) auftraten. In dieser Zeit gaben auch international bekannte Bands in Pinkafeld Konzerte, wie zum Beispiel die britischen Rockbands Uriah Heep und Motörhead. Schauplatz der Popkonzerte war die Pinkafelder Martinihalle neben der evangelischen Kirche.[37] Am 27. April 2002 war Wolfgang Ambros noch einmal für ein Konzert in Pinkafeld. Am 15. Juli 2005 trat Christina Stürmer in Pinkafeld auf, eine der populärsten österreichischen Pop-Sängerinnen dieser Zeit.

### Vereine
In Pinkafeld gibt es 106 Vereine. Zu den Wichtigsten gehören die Stadtfeuerwehr, und die Ortsgruppe Pinkafeld des Roten Kreuzes. Der Verein Literaturcafé beschäftigt sich mit der Pflege der Literatur. Seit 1968 besteht die Technische Mittelschulverbindung Eisen im Mittelschüler-Kartell-Verband. Seit 1994 gibt es die Technische Burschenschaft Marko-Germania zu Pinkafeld im Österreichischen Pennäler Ring. Darüber hinaus gibt es eine Reihe von Sportvereinen, neun Sparvereine und viele mehr mit unterschiedlichen Vereinszielen.

### Regelmäßige Veranstaltungen

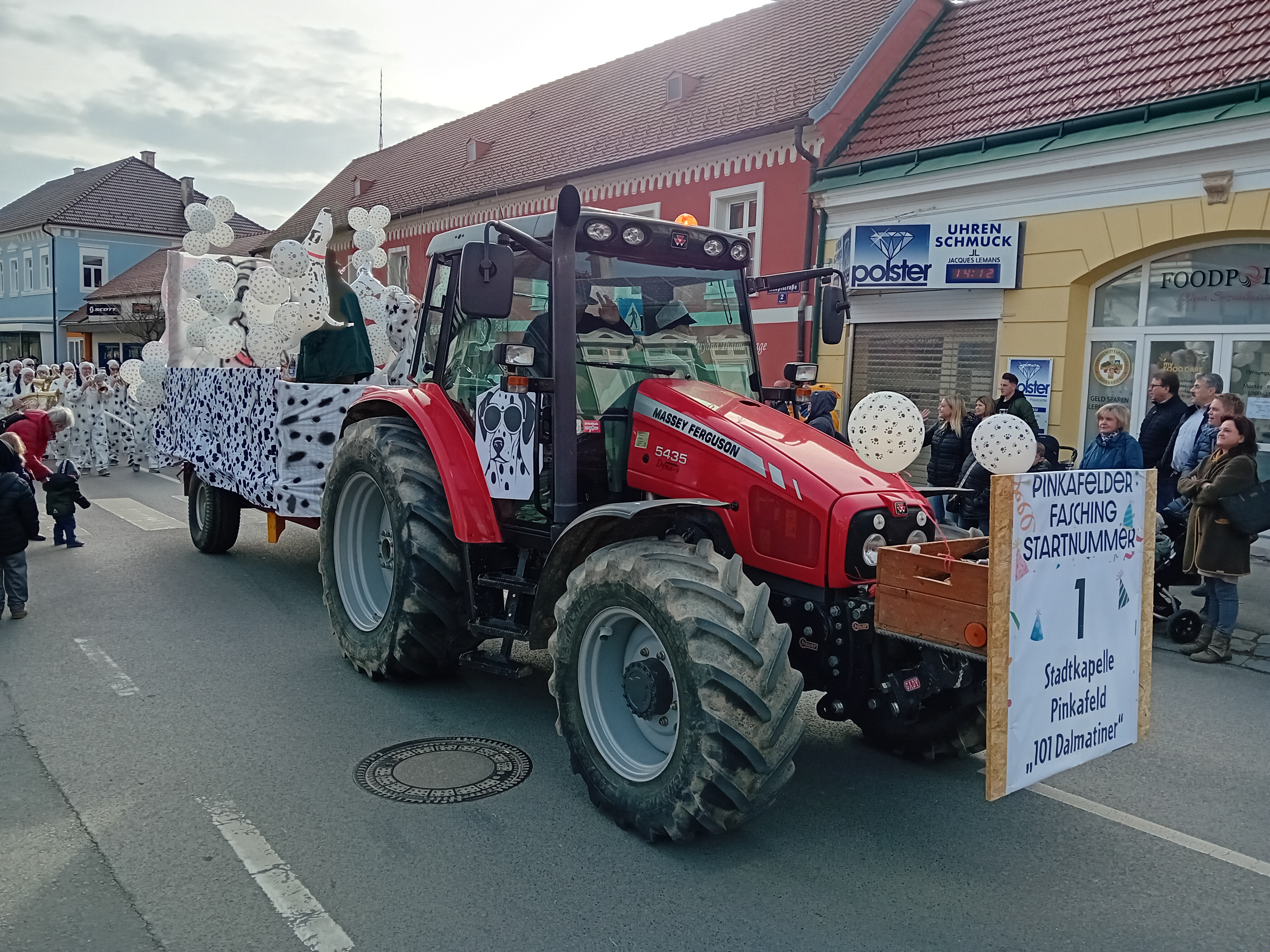
Faschingsumzug 2024 – Stadtkapelle Pinkafeld

- Martinitage: Eine über dreihundert Jahre alte Tradition haben die viertägigen Martinitage, die jedes Jahr stattfinden. Die Bezeichnung „Martinitage“ bezieht sich auf den Martinstag am 11. November. Zu den Martinitagen gibt es in mehreren Straßenzügen im Ortszentrum den sogenannten Martinimarkt mit Verkaufsständen sowie Festzelten, Musikdarbietungen und weiterem Unterhaltungsprogramm wie Autodrom und Schießbuden. Der Martinimarkt ist der einzige Jahrmarkt der Stadt. Er fand erstmals 1696 statt. Damals war er einer von sechs Pinkafelder Jahrmärkten. Außerdem gibt es zu Martini das typisch ostösterreichische Gansl-Essen.[14]
- Pinkafelder Stadtfest: Seit 1983 gibt es das 'Pinkafelder Stadtfest' an einem Samstag Mitte Juni.[39] Das Stadtfest hat sich seither als Gegenstück zu den Martinitagen im Winter etabliert.
- Pinkafelder Faschingsumzug: In Pinkafeld werden in der Faschingszeit auch immer wieder Faschingsumzüge durchgeführt, bei denen die Vereine mit geschmückten Fahrzeugen durch die Stadt fahren.

### Freizeit und Sport
- Fußballclub SC Pinkafeld: Der Fußballclub SC Pinkafeld wurde 1912 gegründet und ist einer der ältesten Fußballvereine des Burgenlandes.
- Pinkafeld ist ein Zentrum des österreichischen Orientierungslaufs. Dem Verein HSV Pinkafeld ist es gelungen einige Sportler in seinen Reihen zur Weltklasse im Orientierungslauf zu bringen.[40]
- Der Union Tischtennisverein Pinkafeld[41] ist seit den frühen 1990er-Jahren vor allem für den Damentischtennissport bekannt. Der Tischtennisverein erreichte in den Jahren 1997 bis 2002 sieben Staatsmeistertitel in verschiedenen Nachwuchs- und Erwachsenenbewerben.[42]

## Wirtschaft und Infrastruktur

### Wasser
Trinkwasser erhält fast die gesamte Gemeinde aus dem Wechselgebiet. Der Wasserhochbehälter steht im Pinkafelder Ried „Hundswart“, stammt aus 1974, enthält 2 Kammern je 1.500 Kubikmeter und wird bis Herbst 2021 generalsaniert.

### Verkehr

#### Eisenbahn

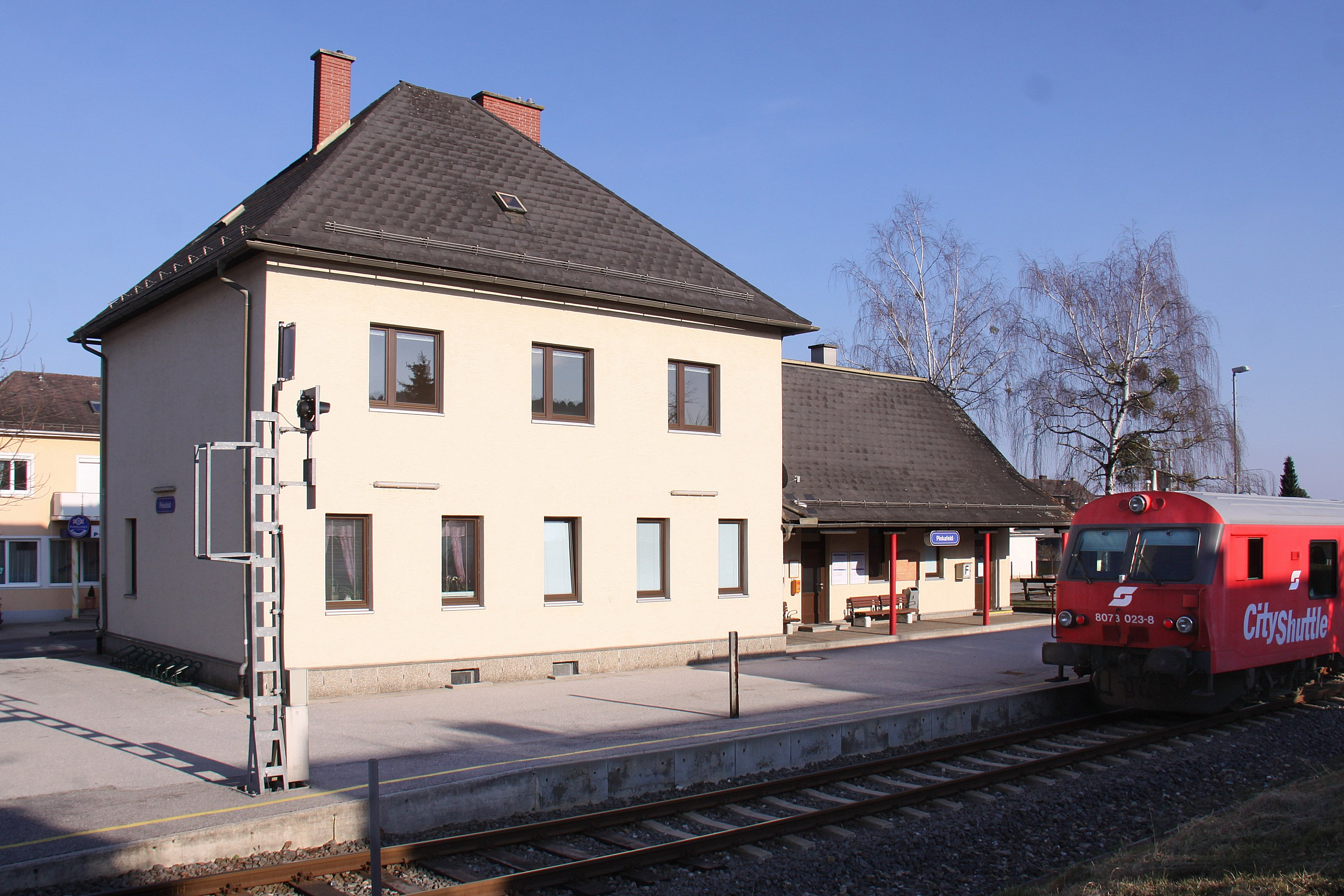
Bahnhof Pinkafeld zur Zeit, in der noch Personenzüge verkehrten (März 2011)

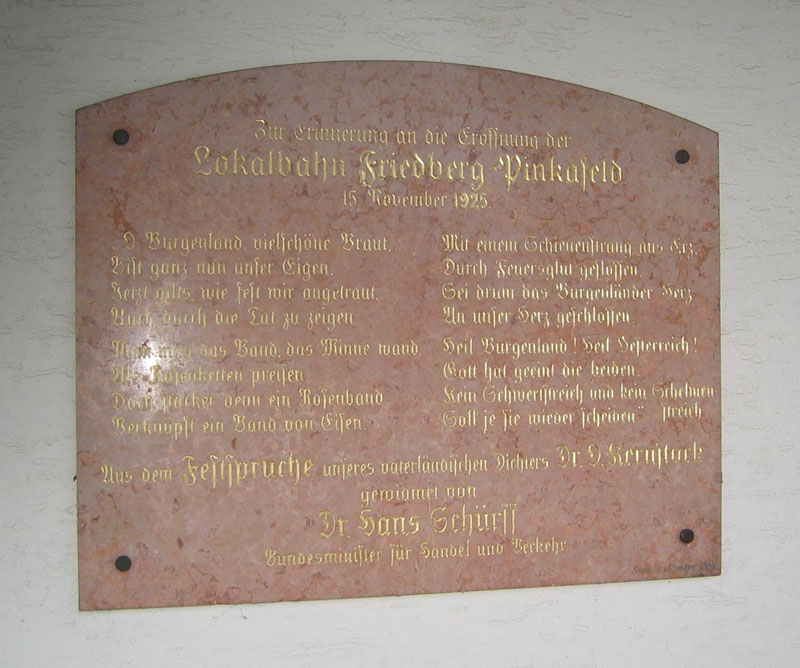
Erinnerungstafel beim Bahnhof, Lokalbahn Pinkafeld–Friedberg, eröffnet 1925

In Pinkafeld befanden sich drei Haltestellen der Pinkatalbahn der Österreichischen Bundesbahnen (ÖBB). Der Personenverkehr wurde jedoch 2011 eingestellt.

#### Bus
Das Verkehrsunternehmen Dr. Richard betreibt mit seiner Bus-Tochterfirma Südburg einen „Stadtverkehr Pinkafeld“, der zu den Morgen- und Mittagsstunden die Pinkafelder Schulen mit den verschiedenen Stadtteilen verbindet. Südburg verbindet über ihre Bus-Linien Pinkafeld außerdem mit den größeren Städten des österreichischen Osten, zum Beispiel mit Wien und Graz.

#### Straße
Pinkafeld liegt am Exit 100 der Süd Autobahn A 2 sowie an der Landesstraße B 63 (Steinamangerer Straße). Über die A 2 und die Landesstraße B 63 ist die Ortschaft an das überregionale Verkehrsnetz angeschlossen. Ein- und Ausfallstraßen in das Pinkafelder Umland sind drei durch das Gemeindegebiet führende Landesstraßen. Die Landesstraße 235 (Pinkafelder Straße) ist die Verbindung der Gemeinden Grafenschachen, Pinkafeld, Oberschützen und Bad Tatzmannsdorf untereinander sowie mit der Bundesstraße 50 (Burgenland Straße), der nordsüdlichen Hauptverbindung innerhalb des Burgenlandes. Die L 238 (Grafenschachener Straße) führt von der Steinamangerer Straße B 63 in westlicher Richtung über Pinkafeld, Grafenschachen und Neustift an der Lafnitz in die Steiermark. Die Wiesflecker Straße L 256 verläuft Richtung Osten über Wiesfleck, Schreibersdorf, Oberweinberg und Willersdorf nach Oberschützen.

#### Radweg
Der 37,3 Kilometer lange Radweg B 54 (Pinkaradweg) geht auf seiner Route durch die Ortschaften Wiesfleck, Willersdorf, Oberschützen, Bad Tatzmannsdorf, Oberwart und Riedlingsdorf durch Pinkafeld.

#### Flugplatz

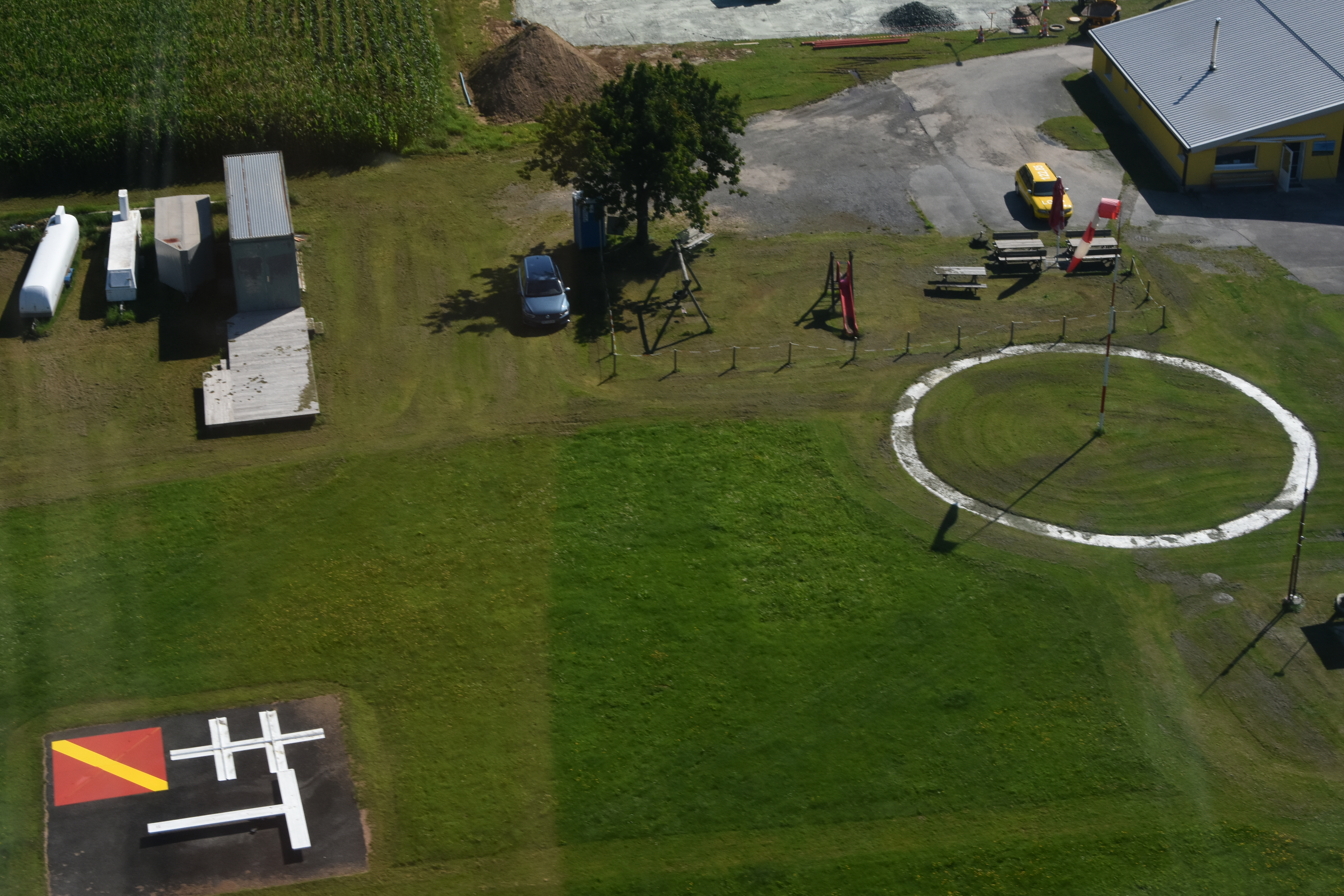
Flugplatz Pinkafeld – Bodenzeichen und Windsack

Der Flugplatz Pinkafeld, einer der beiden Flugplätze des Burgenlandes, befindet sich im Nordosten der Stadt. Der Sportfliegerclub Pinkafeld betreibt hier eine 630 Meter lange Graspiste mit der Bezeichnung 15/33. Vorwiegend findet hier Sport- und Segelflug statt. Bei Voranmeldung ist am Pinkafelder Flugplatz Zoll und Passkontrolle möglich.

### Ansässige Unternehmen
Nach den Zahlen der Statistik Austria von 2002 beträgt die allgemeine Erwerbsquote in Pinkafeld 46,3 %. Von den erwerbstätigen Personen ist mit 50,9 % der überwiegende Teil als Privatangestellte oder als Angestellte im öffentlichen Dienst tätig. 18 % sind Facharbeiter, 6,9 % selbstständig. Den größten Anteil an Beschäftigten hat in Pinkafeld mit 16 % der Handel inklusive Kfz-Reparatur und dergleichen. Jeweils ungefähr 15 % der berufstätigen Personen sind im Bauwesen und in der Sachgütererzeugung beschäftigt. Nahezu 11 % arbeiten im Unterrichtswesen und ebenfalls annähernd 11 % im Gesundheits- und Sozialwesen. Im Jahr 1999 gab es in Pinkafeld 70 land- und forstwirtschaftliche Betriebe.
Rund fünf Prozent, das sind 104 Personen, der 2140 Pinkafelder Erwerbstätigen arbeiten im Wohnort. Im Jahr 2001 waren 846 Erwerbstätige Gemeindebinnenpendler und 1190 Auspendler. Die Bundeshauptstadt Wien mit 322 und der Bezirksvorort Oberwart mit 236 waren 2001 die anteilsmäßig bedeutendsten Ziele von Pinkafelder Pendlern. Den insgesamt 1190 Auspendlern stehen 1795 Einpendler gegenüber von denen der überwiegende Anteil aus Gemeinden des Bezirks Oberwart stammt.

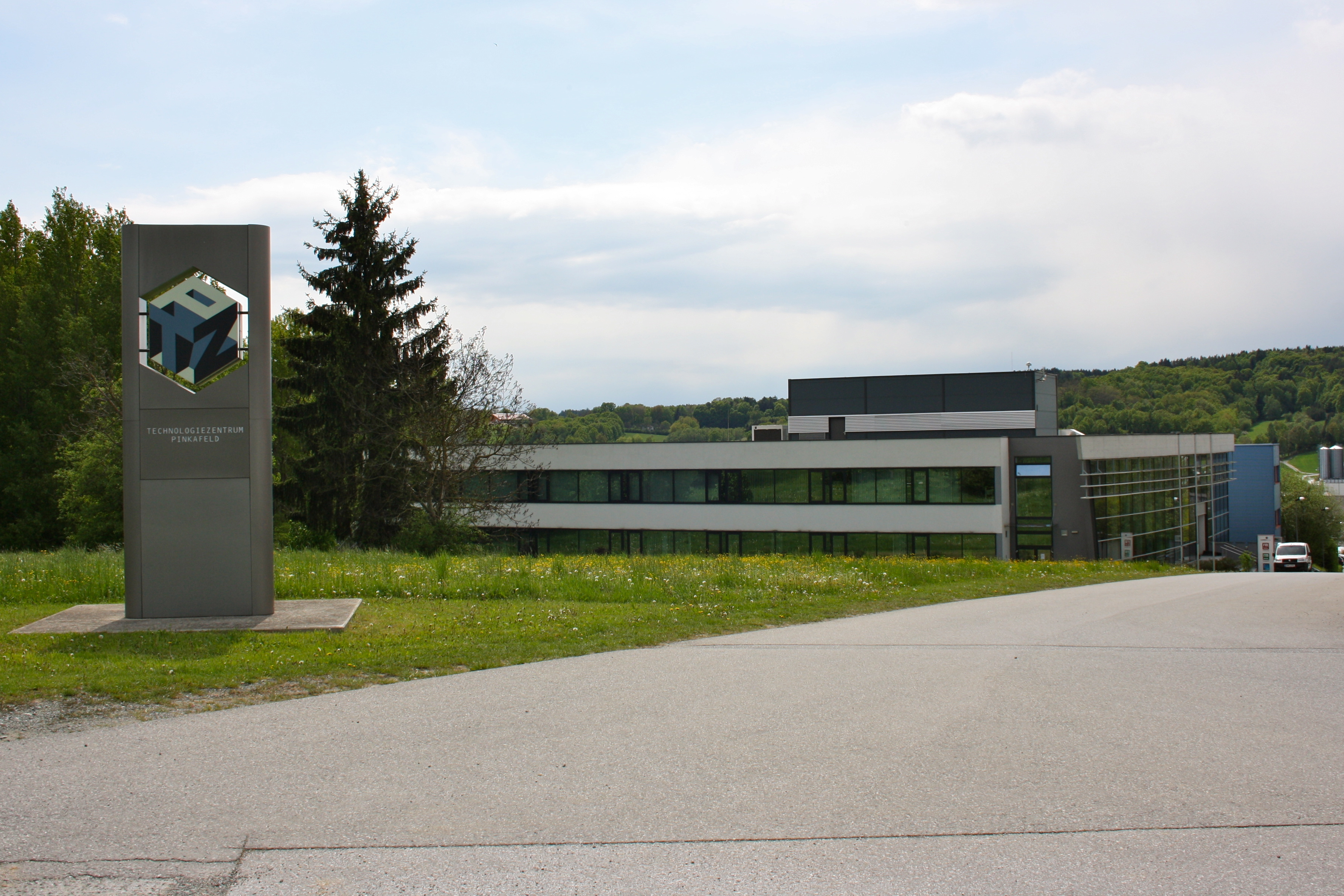
Technologiezentrum Pinkafeld

- Das Technologiezentrum Pinkafeld wurde 2000 fertiggestellt. Es vermietet Büroräume, ein technisches Versuchslabor mit etwa 1.000 m² und Konferenzräume an Firmen. Ziel ist eine enge Kooperation zwischen Wirtschaft und Wissenschaft (Fachhochschule Pinkafeld).[49]
- Im Herbst 2007 wurde in Pinkafeld die größte Biogasanlage Burgenlands in Betrieb genommen und am 10. Oktober 2008 offiziell eröffnet. Kelag Wärme hatte bereits 1988 das ehemalige Fernheizkraftwerk übernommen und mit einem Aufwand von 4,5 Millionen Euro in ein Blockheizkraftwerk umgebaut. Jährlich werden 21.000 Tonnen Maissilage zu 8 Millionen Kilowattstunden (kWh) elektrischen Strom und 8,5 Millionen kWh Fernwärme verarbeitet. Das Werk beliefert damit Schulen, Verwaltungseinrichtungen und Wohnanlagen der Stadt und der Region.[50]
- Nikitscher Metallwaren: Die Nikitscher Metallwaren sind einer der größten Betriebe und Arbeitgeber der Stadt ist mit rund 300 Mitarbeitern. Nikitscher ist Zulieferer für die Auto- und Elektroindustrie sowie für die Bauwirtschaft. Bekannt ist das Unternehmen außerdem für ihre Leistungen im Bereich der Oberflächenbehandlungen (Feuerverzinkung).[51]

Weitere größere Unternehmen:
- Tondach Gleinstätten: Die Tondach Gleinstätten nutzt die Tonvorkommen im südlichen Pinkafeld an der Grenze zu Riedlingsdorf zur Dachziegelherstellung.[52]
- Austrotherm: Die Firma Austrotherm stellt in ihrem Pinkafelder Werk unter anderem EPS- und PE-Produkte (Isolierschaum) her.[53]
- Daneben finden sich zahlreiche lokale und überregionale Klein- und Mittelbetriebe. Einer der traditionsreichsten Pinkafelder Betriebe ist das Kaffeehaus der Familie Träger am Hauptplatz das bereits über 200 Jahre besteht.[54]
- Der Pinkafelder Unternehmer Andreas Popp aus Gfangen ist Betreuer und Betreiber von öffentlichen Personenwaagen, eines Typs der Marke Berkel, die in Wien auch nach dem Zweiten Weltkrieg noch eine Fabrikation hatte. Österreichweit sind das ungefähr 400 Stück. Ein Viertel der Pinkafelder Waagen finden sich in Hallenbädern oder Fitnesscentern. Der Rest steht an öffentlichen Plätzen im Freien, an Straßenbahn- und Bushaltestellen, bei Märkten und einige beim Wiener Prater. Das Personenwaagen-Unternehmen wechselte häufig den Besitzer. Die Vergabe eines Standplatzes der öffentlichen Personenwaagen ist erstmals im Jänner 1922 beim Eingang Richtung Burgtheater an der Einfriedung des Wiener Volksgartens verbürgt. Ob dies der erste öffentliche Standplatz der Personenwaagen war, ist nicht bekannt.[55][56]

### Bildung
- Volksschule
- Montessorischule, gegründet 2006[57]
- Sonderschule, gegründet 1964

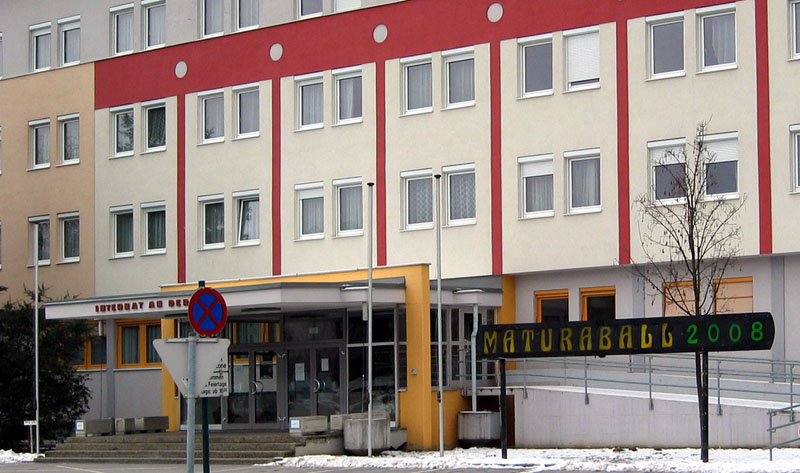
Ankündigung Maturaball 2008 beim Internat der HTBL Pinkafeld

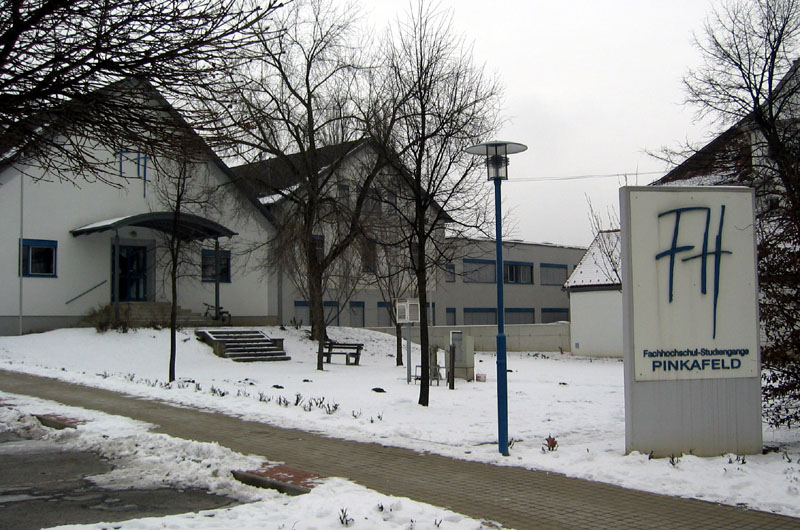
Fachhochschule Pinkafeld

- Musikhauptschule, 1897 als Staatsbürgerschule gegründet
- Polytechnische Schule

Neben den Grundschulen gibt es in Pinkafeld noch eine Reihe weiterer Ausbildungsmöglichkeiten:
- Landesberufsschule: eröffnet 1950; die Landesberufsschule bildet Maurer, Tischler, Hafner, Kfz-Mechaniker, Schlosser, Zimmerer und Platten- und Fliesenleger aus.[58]
- Private Fachschule für soziale Betreuung: bietet Ausbildungsmöglichkeiten in Tagesform und berufstätiger Form.[59]
- Bundesfachschule für wirtschaftliche Berufe: beherbergt die Abteilungen „dreijährige Fachschule für wirtschaftliche Berufe“ und die „einjährige Wirtschaftsfachschule“[60]
- Höhere Technische Bundeslehranstalt: gegründet 1967, führt die höheren Abteilungen Maschineningenieurwesen – Technische Gebäudeausrüstung und Energieplanung, Elektronik – Computer- und Leittechnik, Bautechnik – Tiefbau, Bautechnik – Hochbau sowie EDV und Organisation. Außerdem gibt es die Baufachschule und das Kolleg Wirtschaftsingenieurwesen – Informationstechnologie. Der Schulbetrieb der HTBL begann am 3. September 1967 mit 147 Schülern und 29 Lehrern. Als Direktor wurde Hofrat Oskar Dlabik eingesetzt, der bereits an den Vorbereitungsarbeiten, der Fertigstellung des Gebäudes, der Erarbeitung der Lehrpläne und der Gründung des Internats beteiligt war und den Schulbetrieb im Lauf der Zeit erheblich ausgebaut hat. Dlabik leitete die Schule bis 1983.[61] Im Mai 2006 wurde die HTBL um eine Versuchsanstalt für Gebäudetechnik, Automatisation, Umwelt- und Sicherheitstechnik erweitert, deren Ziel das Erlangen einer österreichischen Akkreditierung ist.[62]
- Fachhochschule: gegründet 1994, bietet die Bachelorstudiengänge Energie- und Umweltmanagement, Gesundheitsmanagement und Gesundheitsförderung sowie die Masterstudiengänge Gebäudetechnik und Gebäudemanagement, Nachhaltige Energiesysteme, Energie- und Umweltmanagement, sowie Management im Gesundheitswesen an.[63]
- In den Sommermonaten finden außerdem jährlich Weltsprachenseminare und die sogenannten „Ferienkurse“ statt, die den Faktor Schule in Pinkafeld zusätzlich verankern.[64]
- Volkshochschule

### Medien
Der Radiosender Antenne 4 ging am 4. April 1999 in Betrieb. Das in einem Pinkafelder Studio produzierte Volksgruppenradio war mit seiner Programmgestaltung bis zu dessen Einstellung im Jahr 2001 in Europa einzigartig. Die Sprachen Deutsch, Ungarisch und Kroatisch sowie das Romanes kamen in seinem Programm gleichrangig vor. Die „4“ im Sendernamen steht für diese vier Sprachen. Die Volksgruppenprogramme werden heute in Zusammenarbeit mit Radio OP fortgesetzt.

## Politik

### Gemeinderat

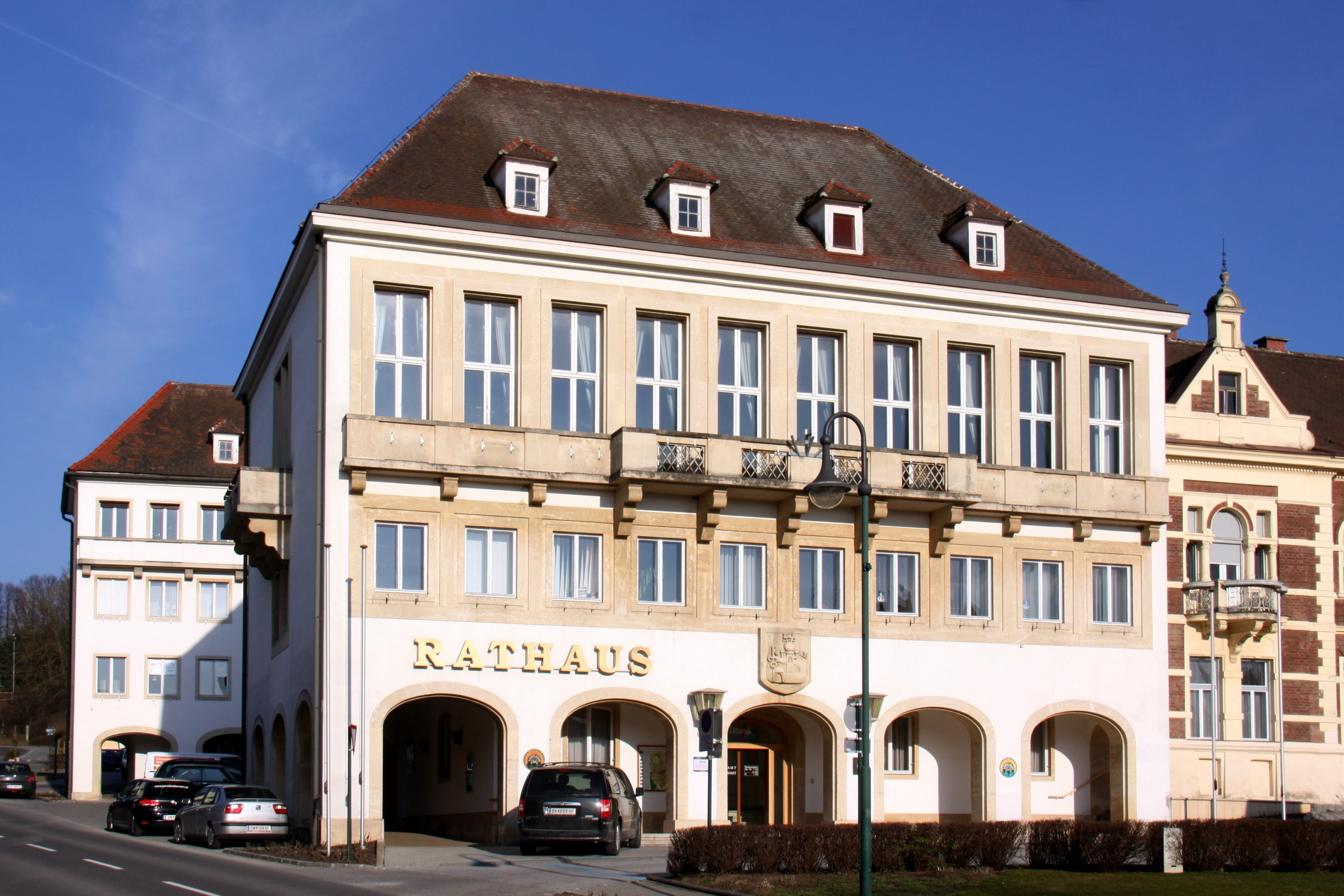
Rathaus der Stadtgemeinde Pinkafeld

Der Gemeinderat umfasst aufgrund der Anzahl der Wahlberechtigten insgesamt 25 Mitglieder.
| Partei          | 2022             | 2022             | 2022             | 2017    | 2017    | 2017    | 2012             | 2012             | 2012             | 2007             | 2007             | 2007             | 2002             | 2002             | 2002             | 1997             | 1997             | 1997             |
| Partei          | Sti.             | %                | M.               | Sti.    | %       | M.      | Sti.             | %                | M.               | Sti.             | %                | M.               | Sti.             | %                | M.               | Sti.             | %                | M.               |
| --------------- | ---------------- | ---------------- | ---------------- | ------- | ------- | ------- | ---------------- | ---------------- | ---------------- | ---------------- | ---------------- | ---------------- | ---------------- | ---------------- | ---------------- | ---------------- | ---------------- | ---------------- |
| SPÖ             | 1488             | 44,43            | 11               | 1775    | 52,84   | 14      | 1944             | 58,31            | 15               | 1942             | 59,21            | 16               | 1376             | 46,31            | 12               | 666              | 27,23            | 7                |
| ÖVP             | 1368             | 40,85            | 11               | 863     | 25,69   | 7       | 1221             | 36,62            | 9                | 1181             | 36,01            | 9                | 1322             | 44,50            | 11               | 1269             | 51,88            | 14               |
| FPÖ             | 289              | 8,63             | 2                | 326     | 9,71    | 2       | 169              | 5,07             | 1                | 65               | 1,98             | 0                | 120              | 4,04             | 1                | 332              | 13,57            | 3                |
| NEOS            | 204              | 6,09             | 1                | 236     | 7,03    | 1       | nicht kandidiert | nicht kandidiert | nicht kandidiert | nicht kandidiert | nicht kandidiert | nicht kandidiert | nicht kandidiert | nicht kandidiert | nicht kandidiert | nicht kandidiert | nicht kandidiert | nicht kandidiert |
| Grüne           | nicht kandidiert | nicht kandidiert | nicht kandidiert | 159     | 4,73    | 1       | nicht kandidiert | nicht kandidiert | nicht kandidiert | 92               | 2,80             | 0                | 153              | 5,15             | 1                | 179              | 7,32             | 1                |
| Wahlberechtigte | 5041             | 5041             | 5041             | 4879    | 4879    | 4879    | 4777             | 4777             | 4777             | 4521             | 4521             | 4521             | 4110             | 4110             | 4110             | 4004             | 4004             | 4004             |
| Wahlbeteiligung | 71,04 %          | 71,04 %          | 71,04 %          | 75,81 % | 75,81 % | 75,81 % | 77,75 %          | 77,75 %          | 77,75 %          | 79,16 %          | 79,16 %          | 79,16 %          | 79,71 %          | 79,71 %          | 79,71 %          | 71,70 %          | 71,70 %          | 71,70 %          |

### Bürgermeister
Bürgermeister in Pinkafeld ist Kurt Maczek (SPÖ). Er setzte sich bei der Bürgermeisterdirektwahl am 6. Oktober 2002 mit 51,03 % gegen den amtierenden Bürgermeister Tripamer (ÖVP) durch, der seit 1997 der Stadt vorstand und der sich mit 48,97 % geschlagen geben musste. Bei der Wahl am 1. Oktober 2017 siegte Maczek mit 61,40 % im ersten Wahlgang gegen drei Mitbewerber. Damit ging der Landtagsabgeordnete Maczek in seine vierte Amtsperiode als Bürgermeister. Friedrich Luisser (ÖVP), der bereits 2012 antrat, erhielt 23,68 % und damit 7,43 Prozentpunkte weniger als bei der letzten Wahl. Peter Jauschowetz (FPÖ), der ebenfalls bereits 2012 kandidiert hatte, kam auf 6,80 %, Eduard Posch (NEOS) auf 8,12 %.
In der konstituierenden Sitzung des Gemeinderats am 23. Oktober 2017 wurde Franz Rechberger (SPÖ) zum ersten Vizebürgermeister und Friedrich Luisser (ÖVP) zum zweiten Vizebürgermeister gewählt. Da die burgenländische Gemeindeordnung nur für die Freistädte Eisenstadt und Rust einen zweiten Vizebürgermeister zwingend vorsieht, entwickelten sich Unstimmigkeiten über die Notwendigkeit eines zweiten Vizebürgermeisters. Während die SPÖ, die Grünen und die NEOS dafür stimmten, waren die ÖVP und die FPÖ dagegen und führten vor allem jährlich unnötige Kosten von 3000 Euro in Treffen. Letztlich profitierte mit der ÖVP just jene Partei davon, die zuvor dagegen stimmte.
Leiterin des Stadtamts ist Martina Stecher.

### Liste der Bürgermeister seit 1921
| von       | bis       | Bürgermeister    | Partei, Anmerkung   |
| --------- | --------- | ---------------- | ------------------- |
| 1921      | 1923      | Franz Brenner    | Gemeindeverwalter   |
| 1923      | 1930      | Julius Lehner    |                     |
| 1930      | 1932      | Karl Vestner     | Regierungskommissär |
| 1932      | 1933      | Julius Lehner    |                     |
| 1933      | 1936      | Rudolf Schwarz   | Regierungskommissär |
| 1936      | 1938      | Josef Karl Homma |                     |
| 1938      | 1945      | Robert Stöger    | NSDAP               |
| 1945      | 1946      | Johann Hammerl   | ÖVP                 |
| 1946      | 1950      | Ludwig Zartl     | ÖVP                 |
| 1950      | 1955      | Adolf Posch      | ÖVP                 |
| 1955      | 1967      | Anton Braun      | ÖVP                 |
| 1968      | 1973      | Alfred Kranich   | ÖVP                 |
| 1974      | 1975      | Franz Ringhofer  | ÖVP                 |
| 1975      | 1990      | Eugen Kainrath   | ÖVP                 |
| 1990      | 1997      | Franz Schütter   | ÖVP                 |
| 1997      | 2002      | Kurt Tripamer    | ÖVP                 |
| seit 2002 | seit 2002 | Kurt Maczek      | SPÖ                 |

### Wappen
Die erste erhaltene Form des Pinkafelder Stadtwappens stammt von einem Siegelstock aus dem Jahre 1639. Das genaue Alter dieses Wappens ist nicht bekannt.
Blasonierung: „In Blau mit silbernem (weißem) Schildbord ein silberner (weißer) Turm mit großem Rundbogenfenster am oberen Ende, der mit einem doppelten Zwiebelhelm versehen ist; der Helm, der von zwei schmalen und etwas niedrigeren Seitentürmchen flankiert wird, trägt zwei schräg gegeneinander geneigte Kreuze, rechts ein griechisches, das zusätzlich mit einem Hahn versehen ist, und links ein Lothringer Kreuz (mit zwei Querbalken). In Fensterhöhe ragt rechts aus dem Turm ein silberner (weißer) Arm heraus, der einen aufgerichteten Schlüssel mit nach links gekehrtem Bart trägt; vor dem Turm eine gerade silberne (weiße) Mauer mit einem Tor auf der rechten Seite, die nach hinten mondsichelförmig den Turm umfasst. Die Pinkafelder Farben sind Weiß und Blau.“
Die genaue Entstehungsgeschichte des Wappens kann heute nicht nachvollzogen werden. Das Wappen kann in Zusammenhang mit dem katholischen Kirchenbau in Pinkafeld gebracht werden und möglicherweise mit der ungarischen Adelsfamilie Batthyány, die im Ort seit dem 17. Jahrhundert die Herrschaft innehatte. Der Turm der Marktkirche, die nach der Zerstörung der alten Kirche durch die Türken im Jahre 1532 neu errichtet wurde, wird als hoch und mit einem doppelten Knauf beschrieben. Die zwei Kreuze, von denen eines einen Hahn (der vermutlich als Wetterhahn diente) trägt, werden ebenso erwähnt. Dass es sich bei den Pinkafelder Farben um die Farben weiß-blau der Herrschaft Batthyány handelt, ist denkbar. Die Darstellung auf dem Wappen ist sicher älteren Ursprungs. Der Turm im Wappen wechselte seit dem Entstehen des Wappens mehrmals sein Erscheinungsbild. Einmal trug er nur einen einfachen barocken Helm, später ein einfaches Zeltdach. Seit der Stadterhebung Pinkafelds 1937 wird ausschließlich das zuvor beschriebene Wappen verwendet.

## Persönlichkeiten
Siehe auch: Liste von Persönlichkeiten der Stadt Pinkafeld
Die Stadtgemeinde Pinkafeld verleiht für große Verdienste um die Stadt den Ehrenring sowie das Ehrenzeichen in Gold, Silber und Bronze. Bislang wurde zehn Personen die Ehrenbürgerschaft verliehen. Vier davon waren Bürgermeister oder Vizebürgermeister der Stadt.

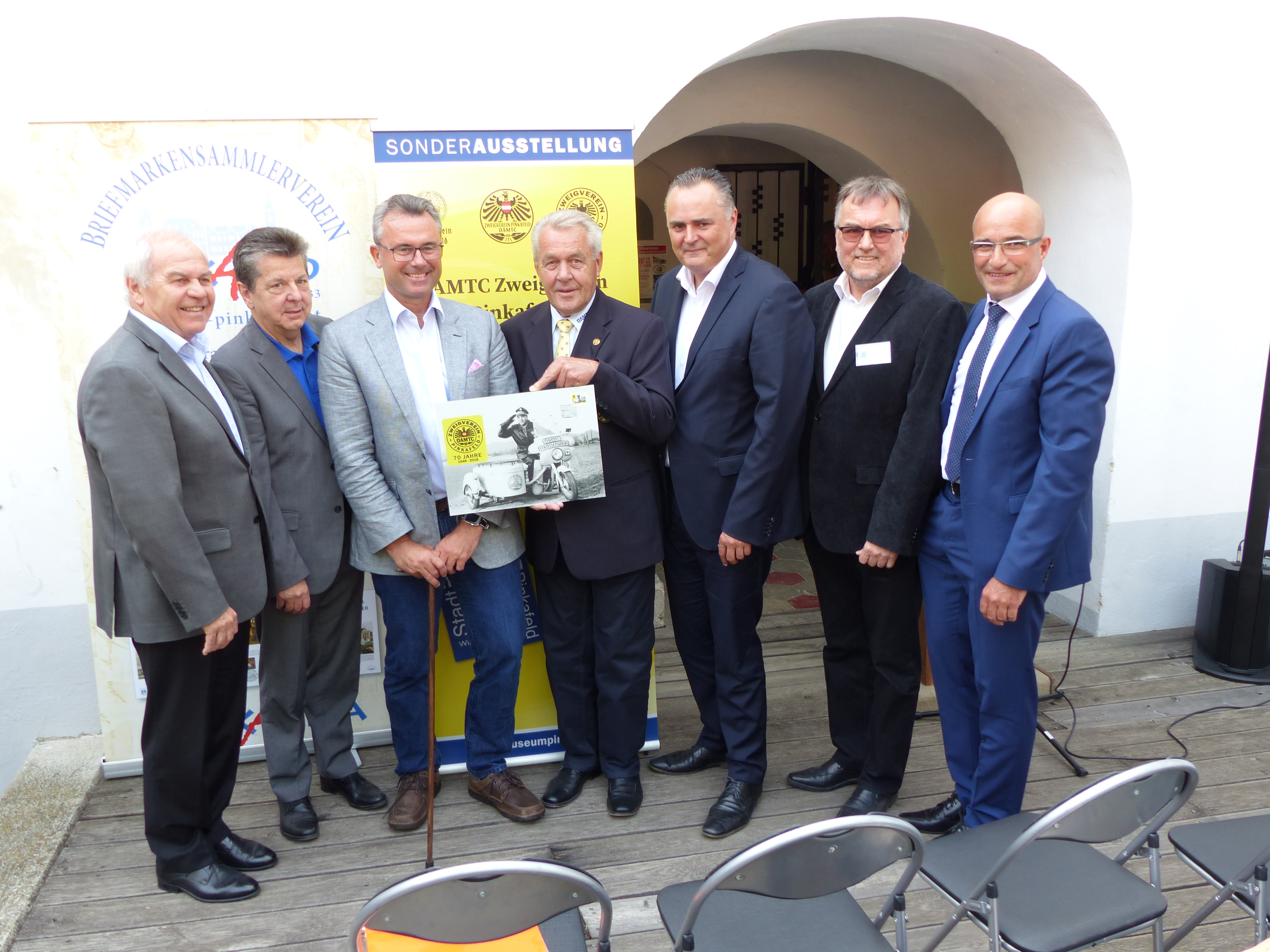
Norbert Hofer mit Hans Peter Doskozil bei einer Ausstellungseröffnung im Stadtmuseum Pinkafeld (2018)

Der Pinkafelder Ernst Guth war 1953 bis 1956 Abgeordneter zum Österreichischen Nationalrat. Norbert Hofer ist seit dem Jahr 2006 Abgeordneter zum Österreichischen Nationalrat und seit dem 29. Oktober 2013 dritter Präsident des Nationalrates. Julius Grabner war dritter Landtagspräsident des Burgenlandes. Weiters gibt es fünf ehemalige Abgeordnete zum Burgenländischen Landtag, zwei Pinkafelder sind derzeit im burgenländischen Parlament vertreten (Andrea Gottweis und Kurt Maczek). Künstler mit Bezug zu Pinkafeld sind der Schauspieler Dieter Kirchlechner, unter anderem aus der Fernsehserie Tatort bekannt, sowie der Kammermusiker Eugen Jakab und die Medienkünstlerin Margarete Jahrmann. Der Geologe und Mineraloge François Kraut, der unter anderem aufgrund seiner Forschungen über Meteoriten internationale Anerkennung fand, wurde in Pinkafeld geboren. Der Kernphysiker Helmut Rauch verbrachte große Teile seiner Jugend in Pinkafeld und hat hier einen Wohnsitz. Die ORF-Journalisten Otto Schmidt und Gerald Groß sind ebenfalls in Pinkafeld aufgewachsen.
Eine Persönlichkeit aus der Zeit der österreichisch-ungarischen Monarchie ist der Pinkafelder Michael Haas. Haas wurde von Kaiser Franz Josef zum Bischof von Sathmar im heutigen Rumänien ernannt. Als Autor der ersten ausführlichen Abhandlung über die Hianzen leistete er wichtige Beiträge zur Erforschung des hianzischen Dialekts und zur ungarischen Völkerkunde. Gräfin Franziska Batthyány, die in Wien und im Pinkafelder Schloss wohnte, versammelte in den Sommermonaten Persönlichkeiten der Kultur aus dem Kreis der „Wiener Romantiker“ um Klemens Maria Hofbauer wie Zacharias Werner, Johann Emanuel Veith und Leopold Kupelwieser in Pinkafeld.

## Sonstiges

### Wörterverzeichnis der Diebessprache aus Pinkafeld

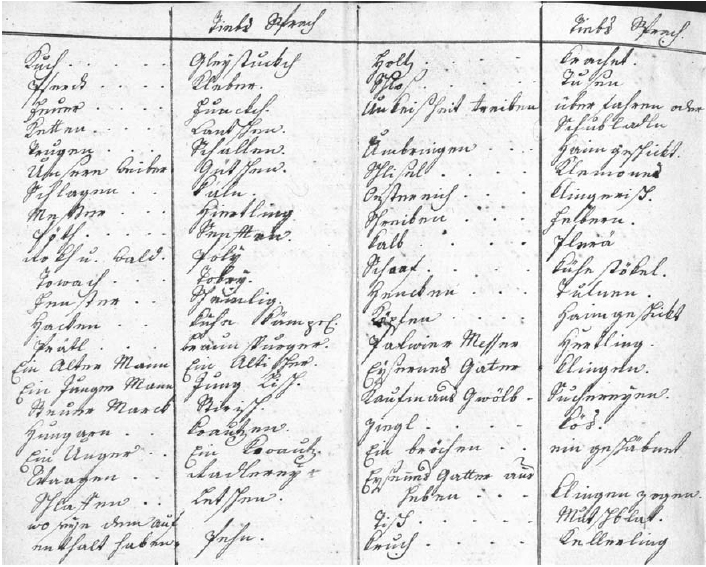
Wörterverzeichnis der Diebessprache aus Pinkafeld: Originalhandschrift des Notars Ferenc Boros (1783)

1783 entstand in Pinkafeld ein historisch wertvolles Dokument der deutschen Gaunersprache. Nach einem Gerichtsprozess verfasste der Notar Ferenc Boros das Wörterverzeichnis, das damals überall in Ungarn verschickt wurde. Es enthält in 170 „Artikeln“, 180 Wörter und Redewendungen, die thematisch gegliedert sind. Die erste Themengruppe befasst sich mit Würdenträgern, Beamten und Berufen, eine weitere Themengruppe hat Ausdrücke der Justiz, Kriminalität, Verbrecher und von Bestrafungen zum Inhalt. Das Original besteht aus drei handschriftlichen Seiten und befindet sich im ungarischen Staatsarchiv. Das Wörterverzeichnis der Diebessprache aus Pinkafeld ist das einzige bekannte, in Ungarn erstellte deutschsprachige Diebeswörterverzeichnis, aus dem 18. Jahrhundert.

### Pinkafelder Zuchtpferde
In der Gegend um Pinkafeld wurde schon seit der Zeit der magyarischen Reiter vor über eintausend Jahren Pferdezucht betrieben. Die Zuchtrasse Pinkafői (Pinkafelder), die ihren ungarischen Namen von seinem Zuchtgebiet ableitet, ein auf Noriker Basis entstandener Kaltblüter, ist um die Jahrhundertwende vom 18. zum 19. Jahrhundert ausgestorben.

### Namensgebung von Hochart
Der Name Hochart kann laut Molnárné Magyar Gabriella aus dem Mittelhochdeutschen abgeleitet werden, wonach „hoch“ auf dem höchsten Punkt der Gegend und „art“ Grund und Boden, aus welchem etwas wächst, bebautes Land, oder Land generell bedeutet.